# Abbaye de Hohenbourg
À ne pas confondre avec l'abbaye de Sainte-Odile.
L'abbaye de Hohenbourg (Altitona ou Altodunum dans l'ancienne désignation celtique), encore appelée « couvent du Mont-Sainte-Odile », se dresse sur la commune française d'Ottrott dans le département du Bas-Rhin en région Grand Est. L'abbaye fondée en 680 par sainte Odile, connaîtra un essor exceptionnel au cours de la seconde moitié du XIIe siècle avec l'arrivée en 1150 de l'abbesse Relinde (morte en 1176), qui introduit dans la communauté la règle de saint Augustin.

## Localisation

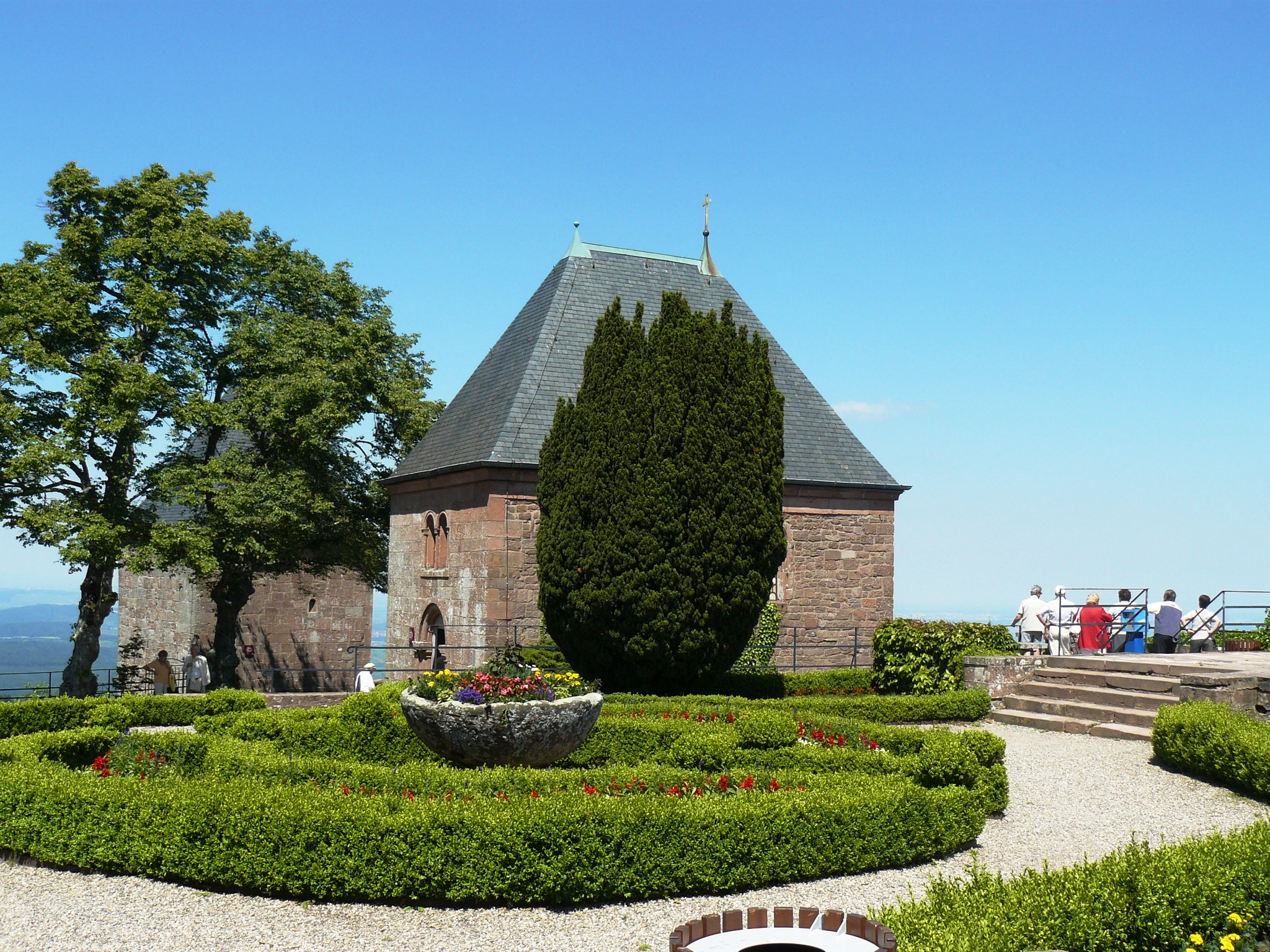
Chapelle des larmes au mont Sainte-Odile.

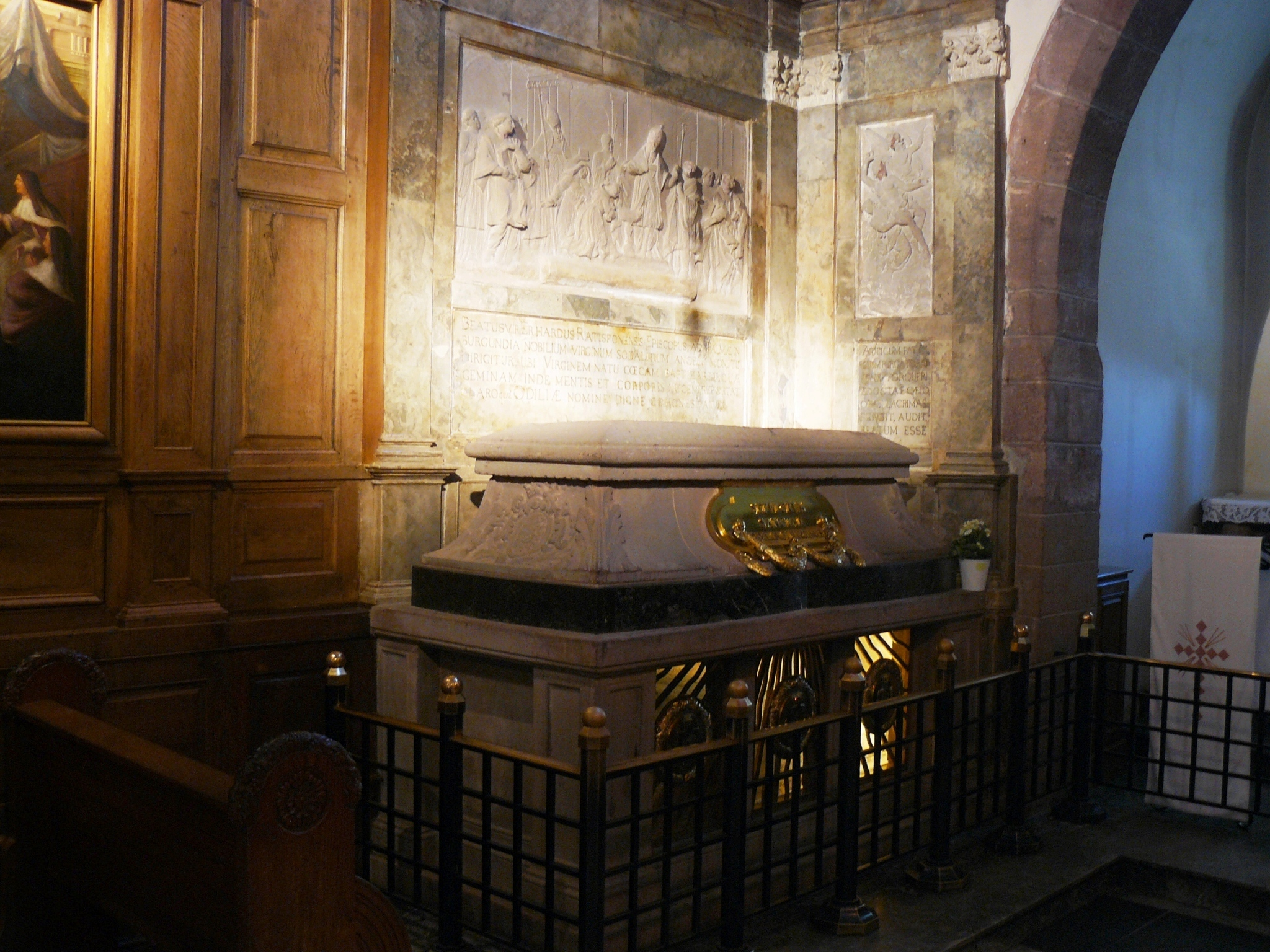
Tombeau de sainte Odile.

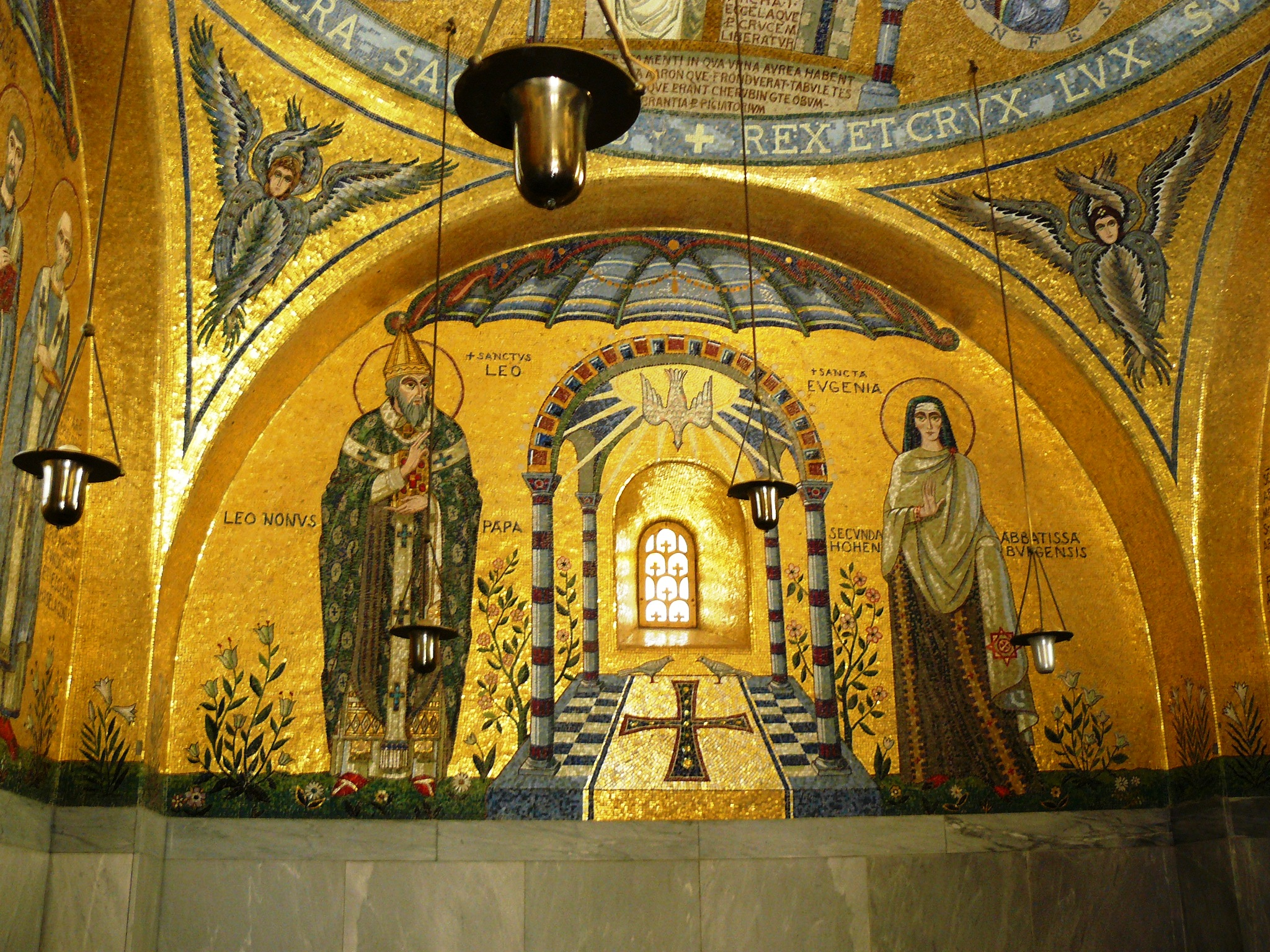
Mosaïques situées dans la chapelle des larmes. De nombreux saints alsaciens sont représentés sur les murs, en particulier saint Léon IX, à gauche de l'autel et sainte Eugénie d'Alsace à droite.

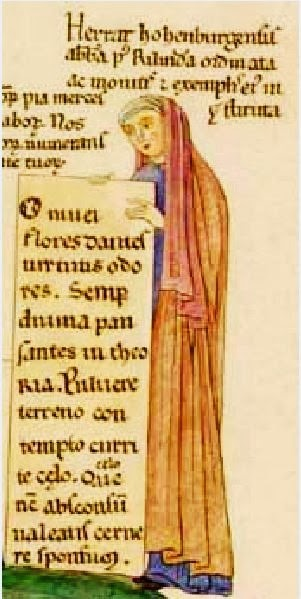
Herrade de Landsberg, miniature de l'ouvrage manuscrit Hortus Deliciarum.

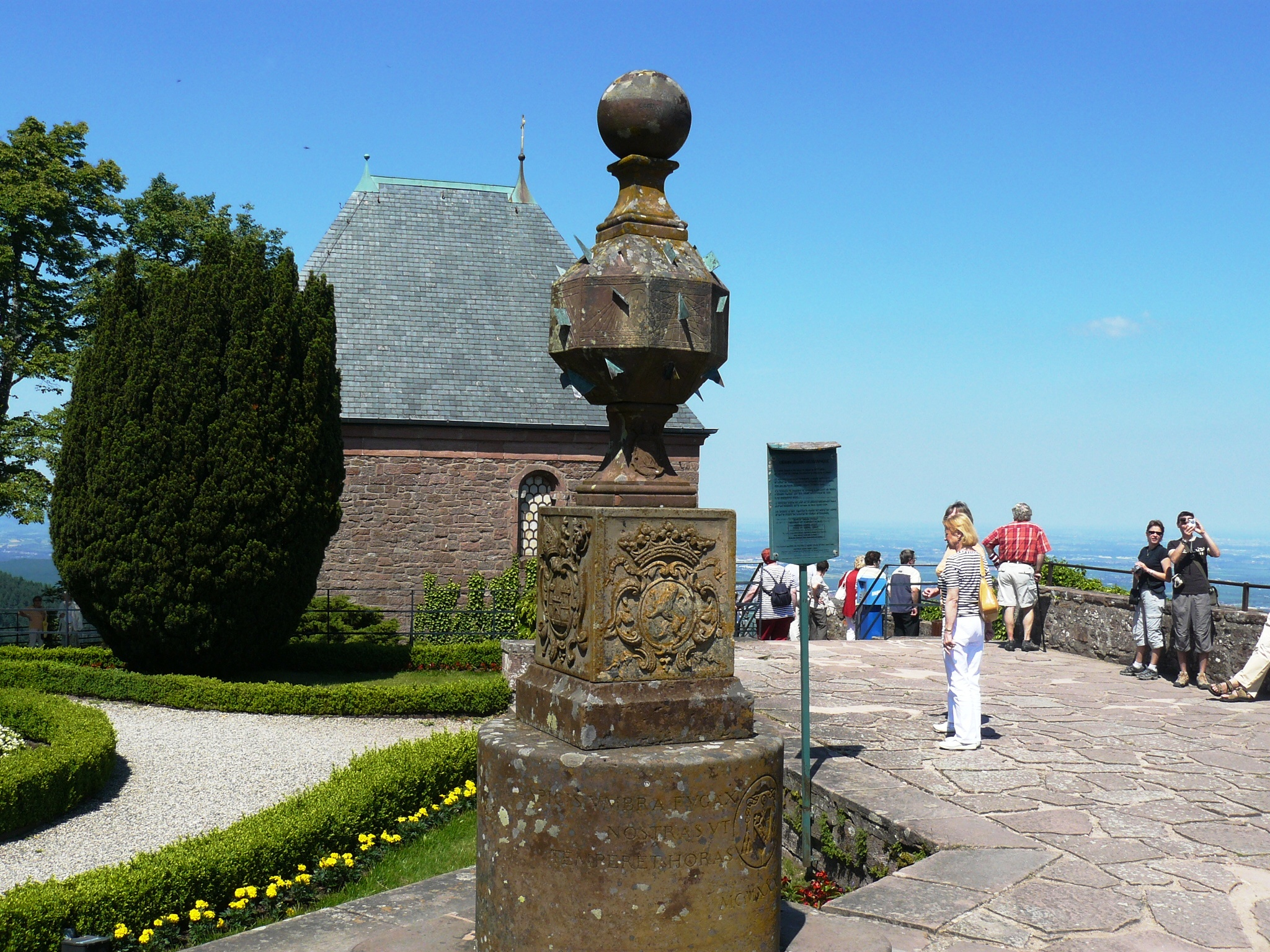
Cadran solaire du XVIIIe siècle réalisé par les moines de l'abbaye cistercienne de Neubourg en Alsace et installé au mont Sainte-Odile en 1935.

L'abbaye de Hohenbourg a été construite sur ce qu'on appelle maintenant le mont Sainte-Odile, éminence située dans l'actuelle commune d'Ottrott (Bas-Rhin, canton de Rosheim), à une altitude de 763 mètres.
Le massif du mont Sainte Odile est délimité au sud par la vallée de Barr (Kirneck), au nord par la vallée de Bœrsch (Ehn) et à l'est par le piémont des Vosges. L'abbaye occupait une situation privilégiée, sur un plateau rocheux au milieu des forêts, dominant la plaine d'Alsace, et en particulier, du sud vers le nord, la ville de Barr et les villages de Heiligenstein, Saint-Nabor, Ottrott, Klingenthal et Bœrsch.
Le territoire de Hohenbourg était délimité par une construction ancienne appelée le mur païen ; au sein du royaume franc, à l'époque mérovingienne, il relevait du duché d'Alsace.

## Fondation de l'abbaye

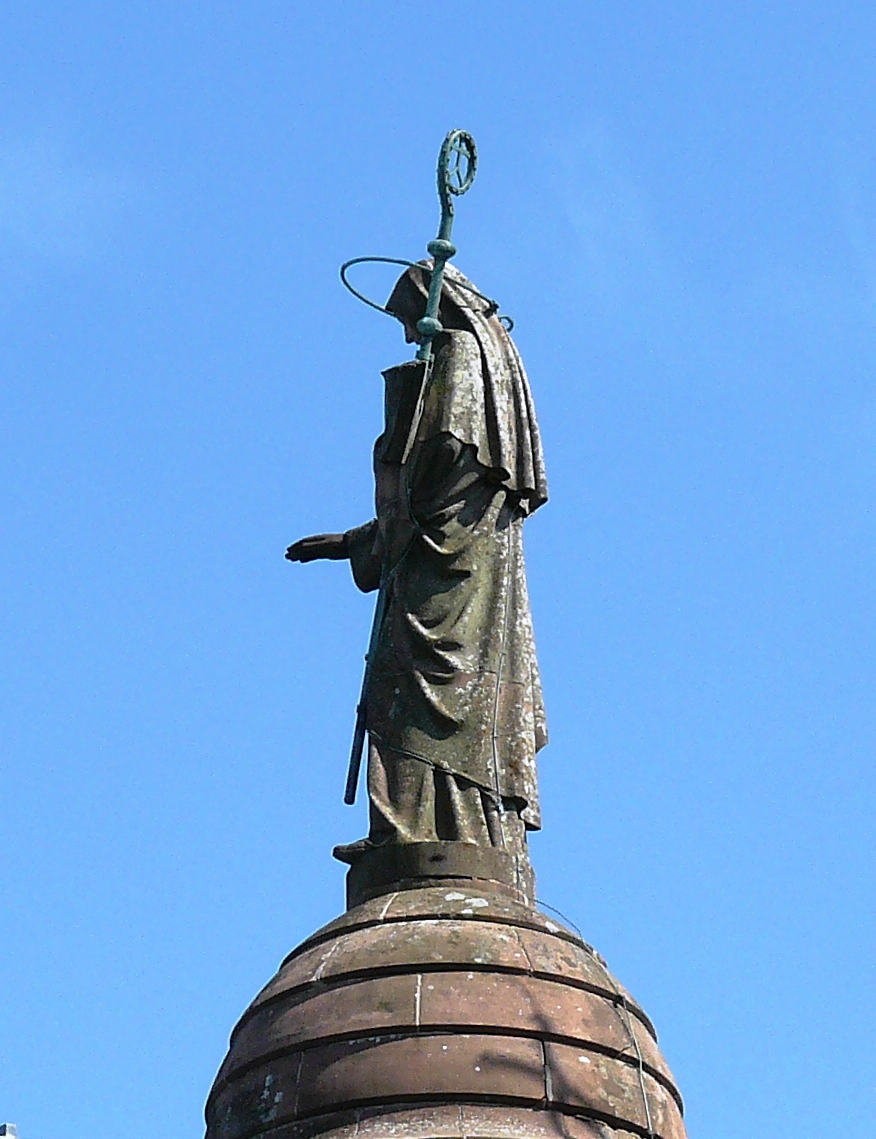
Statue de sainte Odile sur le toit du couvent orientée vers la plaine d'Alsace.

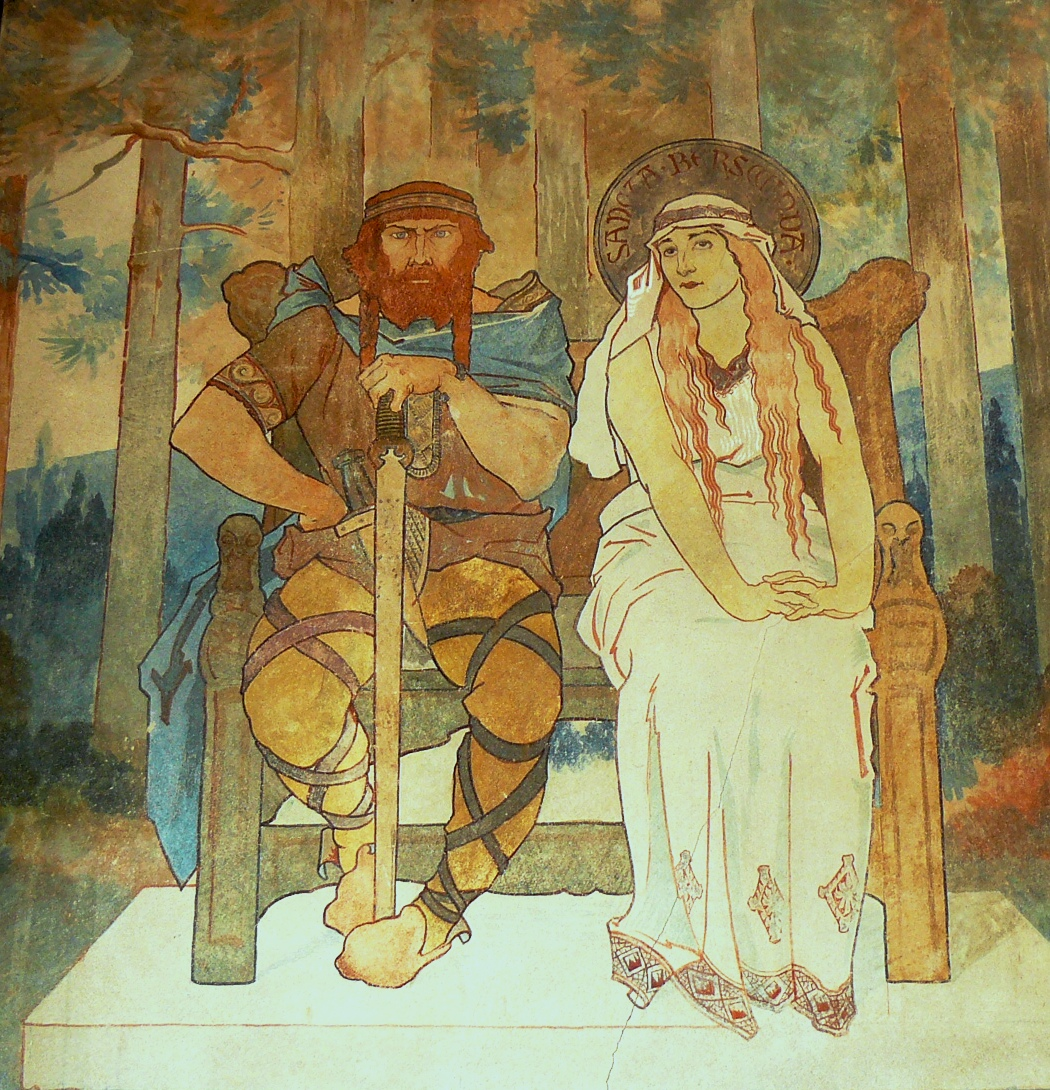
Etichon-Adalric d'Alsace et Bereswinde, parents de sainte Odile, fresque de Charles Spindler (1865–1938) exposé à l'entrée du Mont-Sainte-Odile, à côté du kiosque.

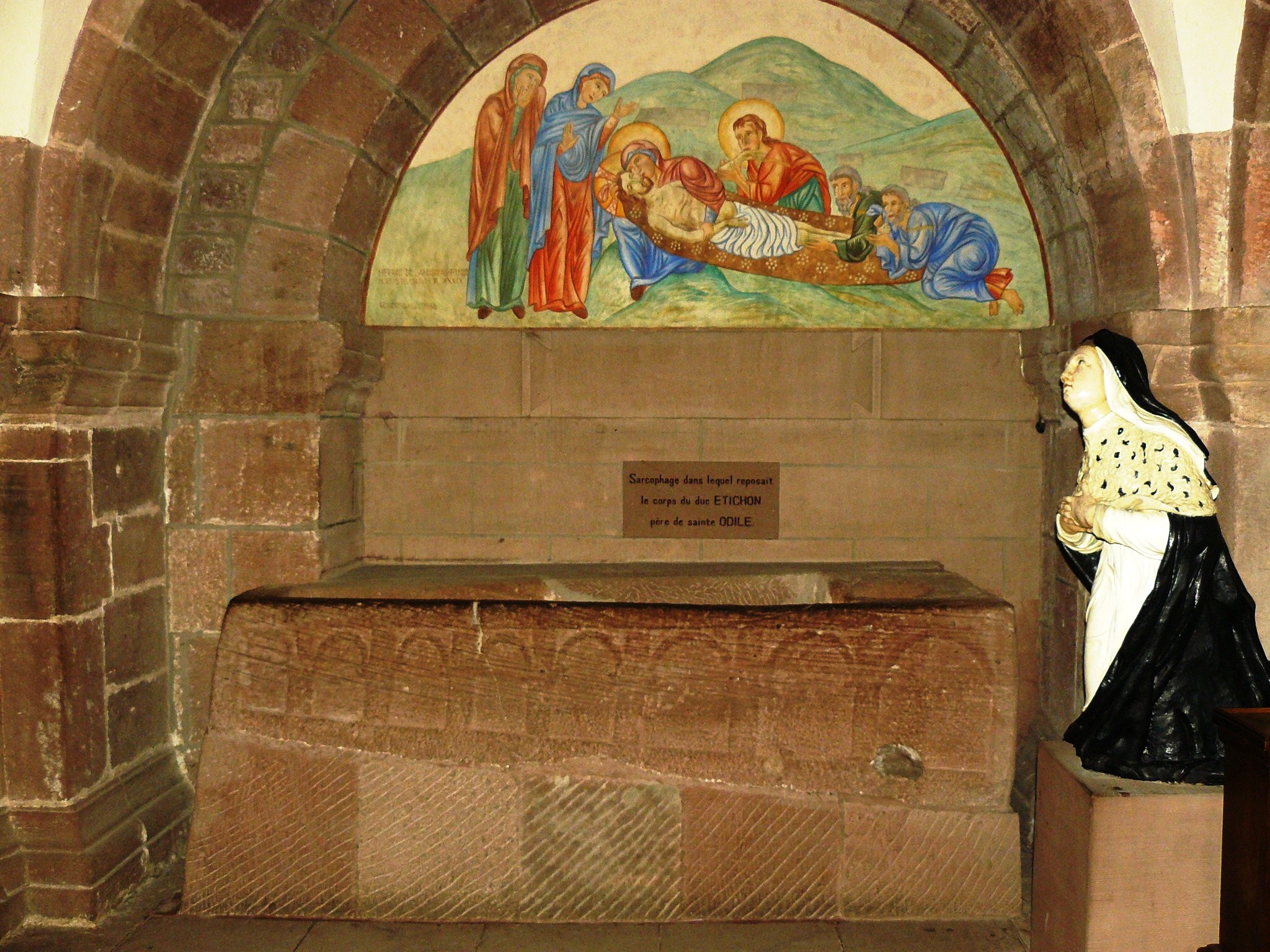
Sarcophage dans lequel reposait Adalric, père de sainte Odile. À droite Sainte Odile priant pour le repos de l'âme de son père, le duc Adalric.

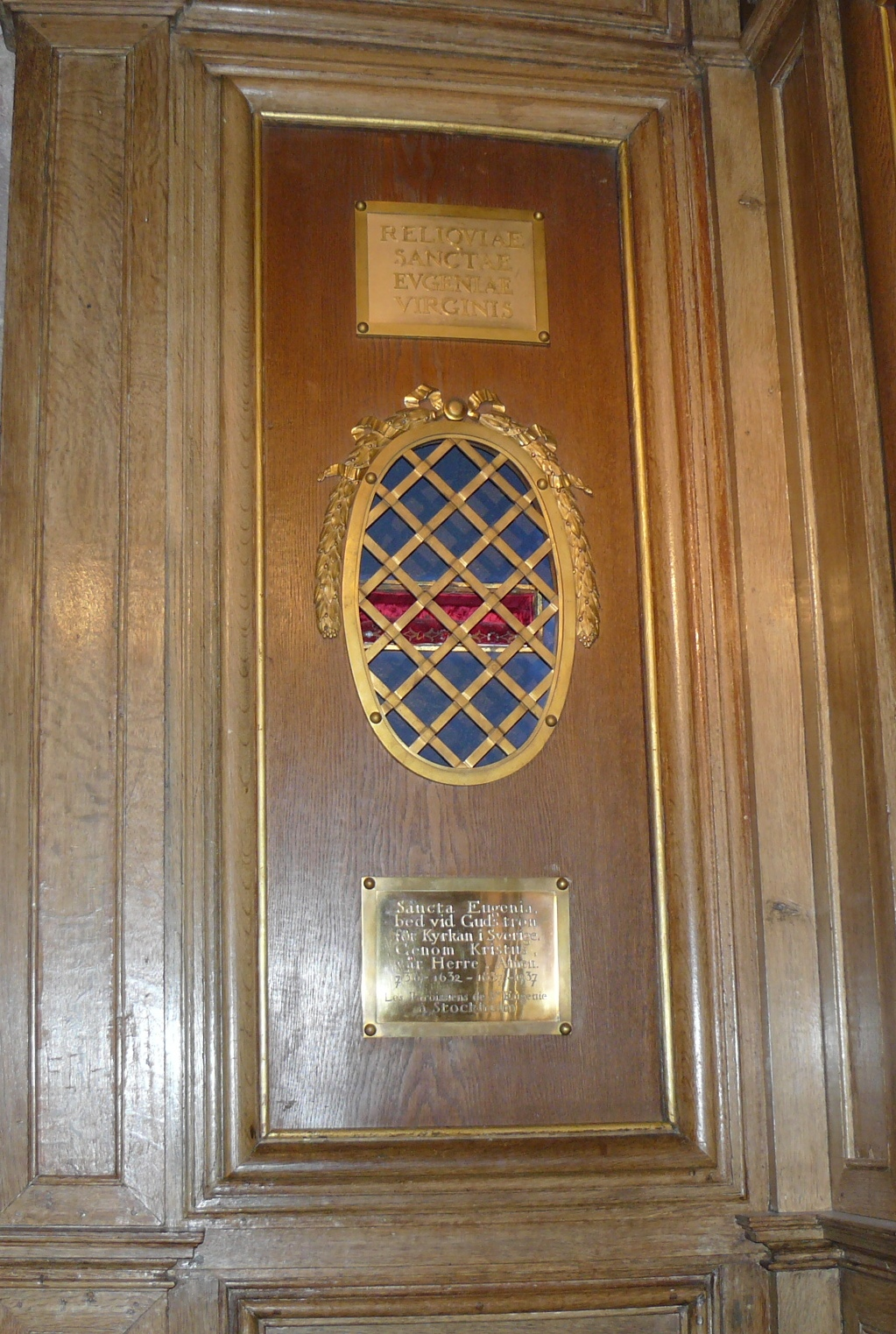
Relique de Sainte Eugénie au Mont-Sainte-Odile, abritant actuellement une relique de Jean-Paul II (tissu taché de sang enchâssé dans une « marguerite »).

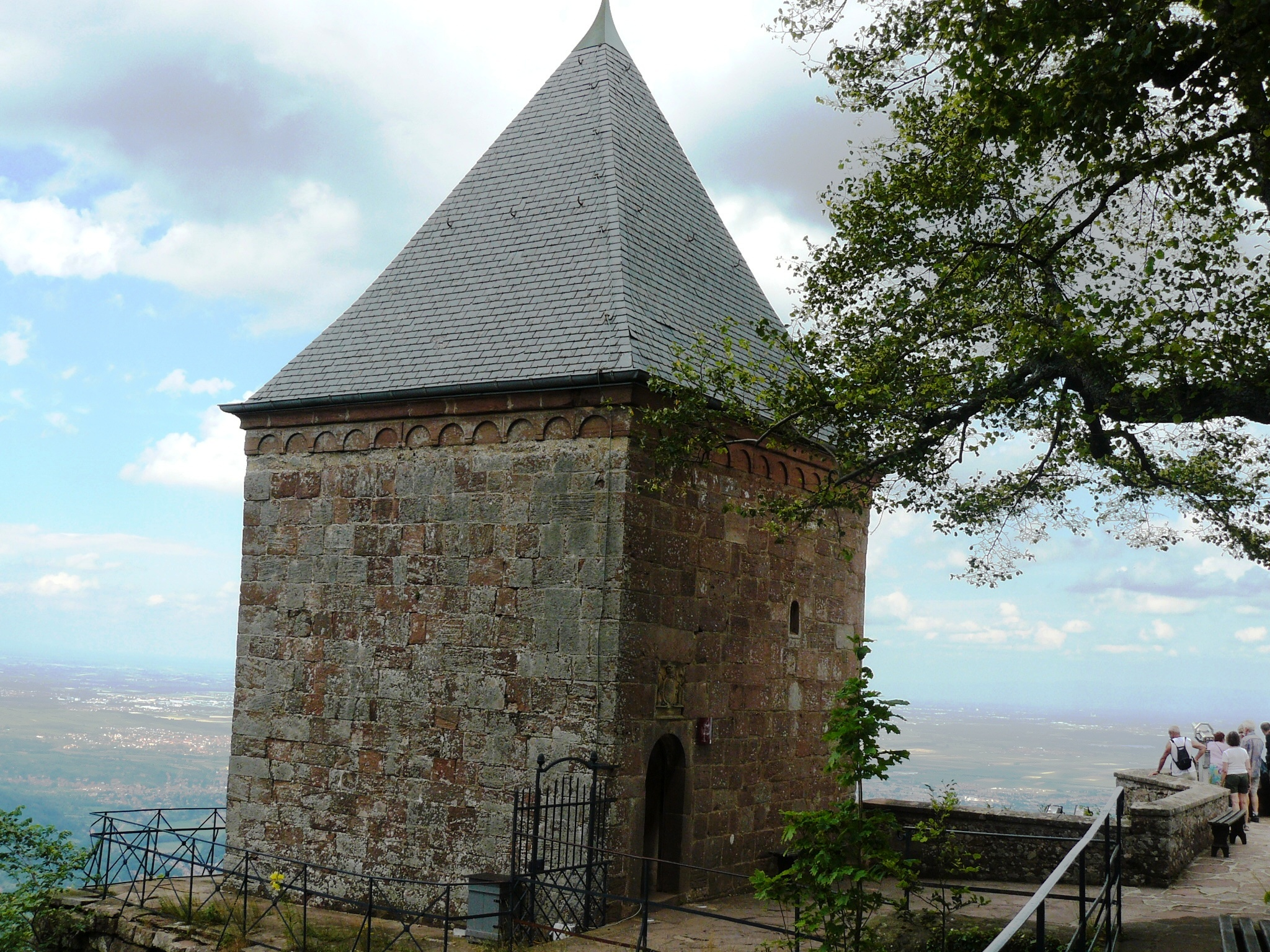
Chapelle des Anges installée sur un rocher en saillie.

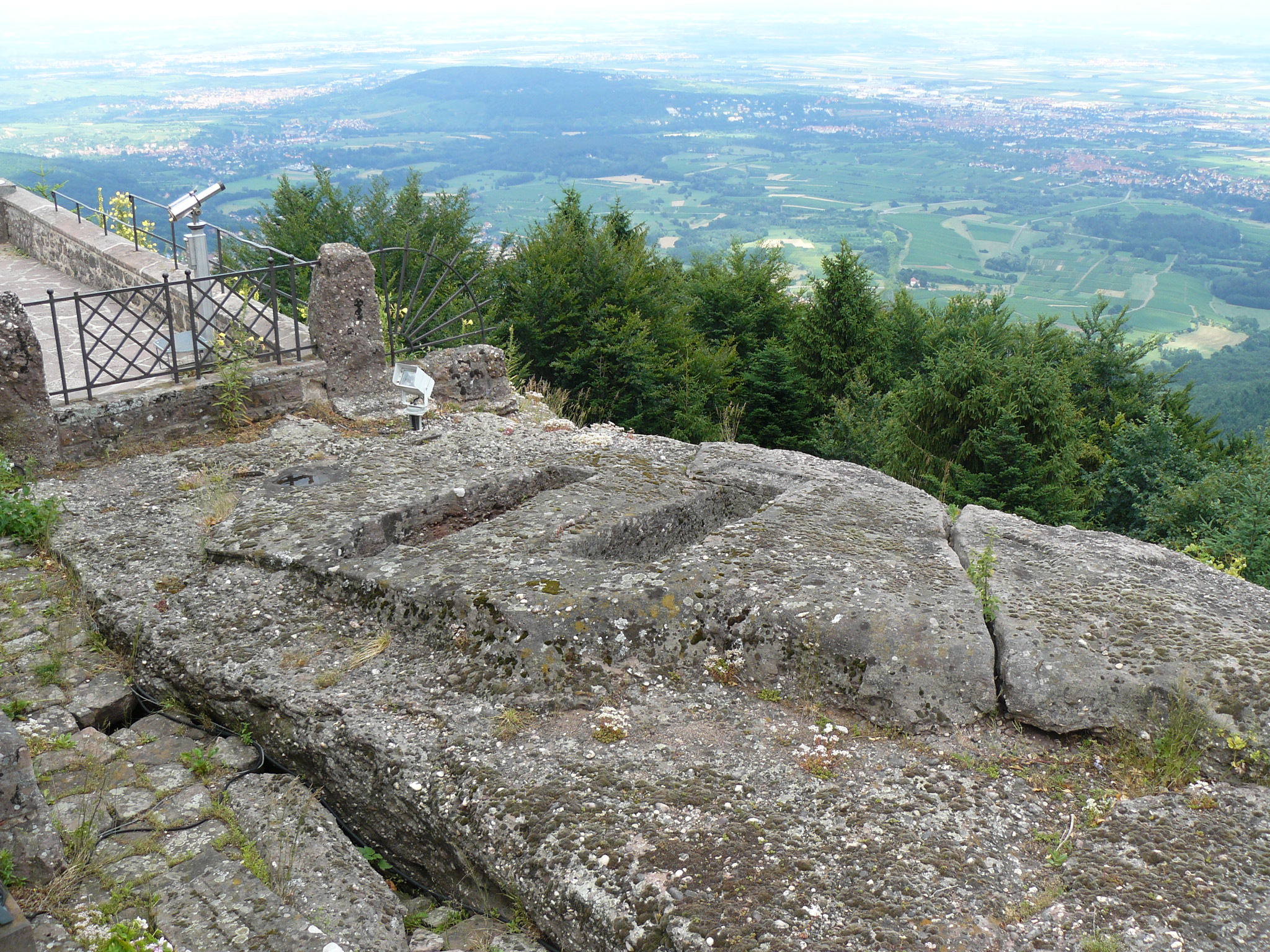
Anciennes tombes creusées dans le rocher à côté de la chapelle des larmes, face à la plaine.

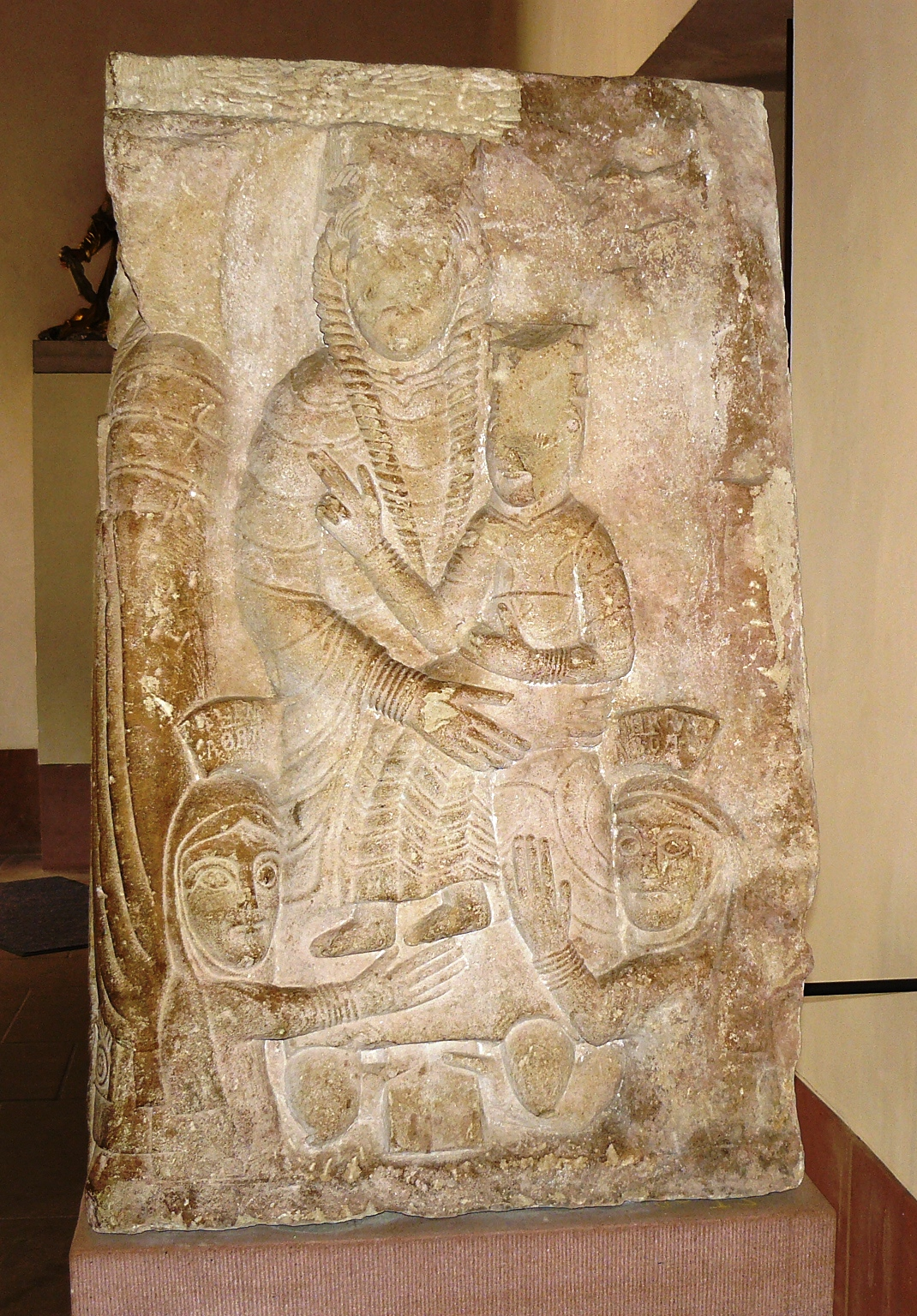
Sur l'une des faces de la stèle du XIIe siècle la Vierge et l'enfant (dont les têtes ont été martelées en 1793 par les Révolutionnaires) et au pied les abbesses Herrade de Landsberg et Relinde.

Le « Hohenbourg » désignait primitivement un château fort sur le sommet de la montagne, relevant du duché d'Alsace. Au VIIe siècle, les ducs d'Alsace utilisèrent cette forteresse comme leur résidence. Vers 673 jusqu'à 682 le duc d'Alsace Etichon-Adalric d'Alsace et Bereswinde, (la belle-sœur du roi des Francs Childéric II), natifs d'Obernai et qui appartenaient tous deux à l'aristocratie mérovingienne prirent leur distance avec Ébroïn, maire du palais de Neustrie pour se rapprocher des souverains d'Austrasie. L'abbaye de Hohenbourg est fondée en 680 par sainte Odile, fille d'Etichon-Aldaric d'Alsace duc d'Alsace et de Bereswinde, à l'emplacement d'un château dénommé Hohenbourg ou encore Altitona. Née aveugle, Odile aurait été cachée pour être protégée de son père qui avait donné l'ordre de la tuer. Ayant retrouvé la vue lors de son baptême, son père lui aurait plus tard offert son château de Hohenbourg pour y fonder une abbaye et se racheter de ses fautes.
Après le décès de sainte Odile le centre devint le lieu d'un pèlerinage. Trois filles du frère d'Odile, Adalbert d'Alsace (vers 665–722) devinrent abbesses : sainte Eugénie († 735), sainte Gundelinde ou Gerlinde, première abbesse de l'abbaye de Niedermunster et Sainte Attale (vers 690–741) première abbesse vers 718 de l'abbaye de Saint-Étienne de Strasbourg. Par un privilège du roi des Francs Charlemagne, renouvelé par son fils l'empereur Louis le Pieux, le monastère de Hohenbourg fut protégé par l'immunité impériale. À la fin du XIIe siècle, l'évêque de Strasbourg Conrad de Lichtenberg confirma l'exemption du haut plateau qui en tant que terre salique était soustrait à toute juridiction civile ou ecclésiastique. Seule l'abbesse avait le pouvoir d'administrer le monastère. En 1045, Bruno d'Eguisheim, évêque de Toul consacra l'église de Hohenbourg. En 1050, il visita le monastère comme souverain pontife sous le nom de Léon IX, et accorda à l'abbesse Bertha une bulle confirmant les biens de Hohenbourg, ainsi qu'un certain nombre de privilèges. Il donna aussi aux moines le droit d'élire librement leur abbesse.

## La vie de sainte Odile
La légende rapporte que sainte Odile vint au monde aveugle et que son père, le duc Aldaric qui s'attendait à la naissance d'un fils en fut tellement irrité qu'il voulut la faire périr. À la demande de sa mère Bereswinde belle-sœur dit-on du roi Childéric, la nourrice cacha la jeune enfant au monastère de Palme en Bourgogne (aujourd'hui Baume-les-Dames). Elle recouvra la vue, au moment même où elle fut baptisée par saint Erhard et son frère saint Hydulphe. Mais ce miracle n'eut aucune influence sur les sentiments peu paternels d'Etichon. Il maltraita même tellement le comte Hugo, frère de sainte Odile, qui n'avait d'autre tort que d'avoir voulu ramener sa sœur à Hohenbourg, que le malheureux jeune homme en mourut. Etichon, pris de remords finit toutefois par se laisser désarmer par la douceur d'Odile et la reçut dans son palais d'Oberehnheim (Obernai). Etichon voulut la marier de force, mais elle refusa et alla se réfugier outre-Rhin. Il la poursuivit par monts et par vaux afin de la forcer à céder à sa volonté. Elle fut sur le point d'être atteinte, lorsque le rocher sur lequel elle priait s'ouvrit et se déroba miraculeusement aux mains du duc. Voyant la volonté de Dieu se manifester aussi ouvertement, le duc consentit à ne plus la contrarier et lui donna le château de Hohenbourg qu'elle transforma en asile pour jeunes filles pieuses de la noblesse austrasienne et bourguignonne. Après la mort d'Etichon en 700 et de sa femme Bereswinde, qui furent enterrés à Hohenbourg, sainte Odile fonda un nouveau monastère au bas de la montagne et lui donna le nom de Niedermunster.
D'après la tradition, la mort de sainte Odile remonte au 13 décembre 720.

## L'essor de l'abbaye
L'évêque Bruno de Toul, élu pape sous le nom de Léon IX passe au mont Sainte-Odile et visite les tombes mérovingiennes.
Vers 1153 l'empereur du Saint-Empire Frédéric Barberousse (1122–1190) visite l'abbaye de Hohenbourg et décide de reconstruire les deux monastères, Niedermunster et Hohenbourg, ruinés par son père Frédéric II de Souabe dit Le Borgne durant la Querelle des Investitures pour déloger les Hohenbourg, ses ennemis. Il avait, dit-on, fait mettre le feu aux abbayes de Hohenbourg et de Niedermunster. Frédéric Barberousse charge une de ses parentes, Relinde, abbesse augustine de Rastibonne de reconstruire les deux monastère à titre expiatoire. Avec l'arrivée vers 1153 de l'abbesse Relinde († 1176) d'importants travaux sont réalisés à Hohenbourg. C'est de cette époque que semble dater la partie basse des murs de l'église, la chapelle de la croix, la chapelle des larmes et la chapelle des Anges.
À la mort de Relinde, Frédéric Barberousse nomme magister operis Herrade de Landsberg († 1195) au couvent de Hohenbourg et Edelinde de Landsberg à Niedermunster, les deux abbesses issues de la noble famille des Landsberg. Herrade s'illustra comme auteur de l'ouvrage manuscrit Hortus deliciarum. Elle fait appel en 1178 aux Prémontrés d'Étival pour desservir l'abbaye, puis fonde vers 1186 l'abbaye de Truttenhausen qu'elle confie aux Augustins de l'abbaye de Marbach. Vers 1194, l'abbaye de Hohenbourg reçoit la visite de Richard Cœur de Lion en personne, libéré de captivité.
Sous l'abbatiat de l'abbesse Élisabeth de Lutzelbourg, Egelolf de Mundingen cède à l'abbaye des biens se trouvant à Bolsenheim et à Uttenheim pour assurer la prébende d'un prêtre qui célèbre chaque jour la messe à l'autel de la croix. Sous l'abbatiat d'Élisabeth II, Louis II de Bavière (1229–1294) confirme au couvent de Hohenbourg tous ses anciens avantages et droits, tandis que le pape Jean XXII (1316–1334) charge le prévôt de Saint-Amarin, le doyen de la cathédrale de Bâle et le trésorier de Lautenbach de se pencher sur la contestation opposant Hohenbourg au Grand Chapitre de la cathédrale de Strasbourg. L'empereur du Saint-Empire Charles IV (1316–1378) qui sera consacré empereur des Romains en 1355, gravit la montagne du Hohenbourg avec une nombreuse suite parmi lesquels Jean II de Lichtenberg, évêque de Strasbourg.

### L'abbaye réduite plusieurs fois en cendre
Le couvent et l'église de Sainte-Odile eurent à subir de grands désastres dans le cours des siècles. Ce sont d'abord les Hongrois qui dévastent et pillent vers 917 et 925 le couvent et ses dépendances. En 1045, on ne sait pas à cause de quel événement, l'église est détruite par les flammes puis reconstruite par le pape Léon IX. Quatre années plus tard un nouvel incendie se déclare au sommet du Hohenbourg communiqué, dit-on, par la forêt en flamme. Vers 1115, le duc Frédéric II de Souabe incendie le monastère pour se venger des Hohenbourg ses pires ennemis.
À peine nommée, en 1200, Edelinde de Landsberg doit faire face à un violent incendie à Hohenbourg, communiqué par la forêt en feu qui réduit une grande partie du couvent en cendres. Les travaux de reconstruction achevés, un autre incendie provoqué accidentellement, vers 1224, se déclare sur le haut de la montagne. Henri IV, roi des romains, accorde un privilège spécial aux habitants de la montagne en les exemptant de tailles et d'impôts. La même année, selon la tradition, sainte Élisabeth de Thuringe vient se recueillir à Hohenbourg. Les deux reconstructions en un quart de siècle grèvent lourdement le budget de la communauté. En 1229, l'abbaye d'Hohenbourg est dirigée par une dénommée Werentrude qui succède à Élisabeth de Lutzelbourg qui meurt en 1223. En 1243, le couvent est à nouveau en feu. Sous le règne de l'abbesse Agnès II, un nouvel incendie se déclare en 1277 au couvent. À peine reconstruit, la forêt voisine brûle à nouveau vers 1301, communiquant le feu à l'abbaye.
En 1365, les routiers avec à sa tête Arnaud de Cervole écument la région. Ils montent au sommet du Hohenbourg en pillant et en commettant les pires atrocités. En juillet 1473, une forte canicule provoque un feu de forêt. Les flammes arrivent jusqu'au sommet de la montagne et communiquent le feu au monastère qui est presque entièrement consumé. On soupçonne les Bourguignons du duc Charles le Téméraire d'être à l'origine des incendies de forêts. Il faut une fois de plus tout reconstruire. C'est sans doute de cette époque, au moins en partie, que datent les murs actuels de l'église avec leurs fenêtres gothiques.
Au début du XVIe siècle, des agitateurs profitant de la réforme luthérienne soulèvent les paysans, non seulement contre les nobles, mais surtout aussi contre le clergé, les couvents. Un des lieux de rassemblement se trouvait non loin de Heiligenstein, au pied du Mont sainte-Odile. Le couvent de Hohenbourg est pillé et incendié, ainsi que le prieuré de Saint-Gorgon et l'abbaye de Truttenhausen. L'écrasement des paysans à Scherwiller par les troupes du duc de Lorraine ne ramena pas pour autant le calme. De nombreux Strasbourgeois embrassèrent avec enthousiasme la réforme et divisèrent ainsi l'Alsace en deux camps qui cherchèrent à triompher l'un contre l'autre. Les chanoinesses de Hohenbourg qui avaient vu disparaître le couvent de Niedermunster et le prieuré de Saint-Gorgon n'eurent plus la volonté, ni le désir, de reconstruire les bâtiments abbatiaux.
À la veille de l'Annonciation, en mars 1546, des flammes se mettent à jaillir du toit alors que l'abbesse prend son bain, elle a juste le temps de sortir de la pièce. On parvient à sauver des flammes la croix de Niedermunster, le calice de sainte Odile et l'Hortus deliciarum. Il n'y a, semble-t-il, pas de pertes humaines, mais d'énormes dégâts. Des pans entiers de maçonnerie, les murs de l'église, la chapelle de la croix, les deux chapelles à l'extrémité du rocher sont consumés. Le tombeau de sainte Odile, ainsi que le sarcophage de l'abbesse Eugénie et celui d'Aldaric ont été miraculeusement préservés de la destruction. Après l'incendie de 1546, les chanoinesses abandonnent cette abbaye, et plusieurs d'entre elles, entre autres l'abbesse Agnès d'Oberkirch, adoptent les doctrines de la Réforme protestante. Les revenus des deux monastères (Hohenbourg et Niedermunster) sont alors réunis à ceux de l'évêché.
En 1572, l'église est détruite par la foudre. Mais bientôt, la guerre de Trente Ans devait débuter, qui mit aux prises les troupes de la Ligue catholique aux ordres de l'empereur du Saint-Empire Ferdinand II et celles de l'Union évangélique des princes allemands commandés à l'époque par le comte Ernst von Mansfeld. En 1622, les soldats de ce chef pillèrent et incendièrent tout ce qui avait été reconstruit à cette époque au mont Sainte-Odile. Ce n'est qu'après les traités de Westphalie en 1648 que les fonds furent rassemblés, permettant la réinstallation des Prémontrés. Hélas, à peine les chanoines prémontrés avaient-ils eu le temps de remettre en état le couvent, que le couvent fut à nouveau la proie des flammes le 7 mai 1681. Une vaste collecte publique fut alors organisée en Alsace, dans le Sundgau, jusqu'en Souabe, en Bavière et en Rhénanie jusqu'à Cologne pour restaurer les anciennes constructions et édifier une nouvelle église conventuelle. Celle-ci fut consacrée le 20 octobre 1696.

### La guerre de Cent Ans
En France durant la guerre de Cent Ans, des bandes de pillards désarmés cherchent à faire fortune en Alsace. Ils mettent, semble-t-il, le feu à l'abbaye vers 1365. En 1375, Enguerrand VII de Coucy seigneur de Coucy lance ses soudards sur Hohenbourg et provoque des dégâts considérables à l'abbaye. Sous l'abbatiat d'Anastasie d'Oberkirch, la guerre des paysans met l'abbaye en ébullition entre février et mai 1525. Un groupe de paysans occupe Hohenbourg. Les chanoinesses se mettent à l'abri dès l'approche du danger, en se rendant le plus souvent dans leur propre famille. Agnès de Zuckmantel, future abbesse, cherche refuge derrière les murailles de Strasbourg. En 1632, ce sont les Suédois qui occupent la montagne où se trouve l'abbaye et commettent des dégâts dans les bâtiments fraîchement rénovés.

### Un couvent des Prémontrés
En 1178, Herrade de Landsberg fait venir les Prémontrés d'Étival pour desservir Hohenbourg. Elle donne un petit domaine appelé Saint-Gorgon. De l'endroit on atteint le Mont Sainte-Odile en 45 minutes. Le prieuré fut inoccupé dès le XVIe siècle et tomba en ruines. En 1733 une métairie fut construite, complétée en 1746 par un petit oratoire en bordure du chemin. En 1820, l'archéologue Jean Geoffroy Schweighaeuser signale la découverte d'un sarcophage sur le Korisacker, le champ de Saint-Gorgon. Depuis le début du XXe siècle tout a disparu. En 1991 un incendie criminel dont les coupables n'ont jamais été retrouvés, fera disparaître les rares vestiges du prieuré et de la métairie construite en 1733 et les revenus de plusieurs villages. Les Prémontrés reçoivent en outre un petit bois à Ergersheim, localité plus connue aujourd'hui sous le nom de Krautergersheim.
Après plusieurs incendies et reconstructions, l'incendie de 1546 marque la fin des Prémontrés au Hohenbourg et aussi celle des nonnes.
Une église voit le jour en 1573, mais la guerre de Trente Ans amène la désolation sur la montagne. L'évêque de Strasbourg demande aux Prémontrés d'Étival d'assurer une présence près du tombeau déserté de sainte Odile sur les ruines du monastère en 1605. Cette même année, le vicaire épiscopal Adam Petz y fonde un couvent de Prémontrés, ravagé en 1622 par les troupes de Ernst von Mansfeld (1580–1629). Les religieux abandonnent le site en 1632. Ils reviendront à Hohenbourg en 1661, vingt trois ans après les traités de Westphalie.
Il est restauré par l'archiduc Léopold II d'Autriche (1586–1632), prince-évêque de Passau en 1598, puis de Strasbourg de 1608 à 1625. Sans cesse menacé, mis à rançon et pillé pendant la guerre de Trente Ans, il semblait en meilleure voie de prospérité à partir de 1642, lorsqu'il est de nouveau détruit par un incendie en 1681, à l'exception cependant des antiques chapelles de la croix et de Saint-Jean ou de Sainte-Odile, qui existent encore de nos jours et qui renferment : la première, le tombeau d'Etichon-Adalric d'Alsace, et la seconde celui de sa fille, sainte Odile.
L'église actuelle est reconstruite entre les années 1687 et 1692 par les Prémontrés, les autres bâtiments sont d'une construction plus moderne.

### Depuis la Révolution française (1789)
À la Révolution française (1789), la population des communes voisines pilla le couvent. Dans les objets volés se trouvait un œil d'or massif, riche ex-voto inestimable. En 1791 l'abbaye est vendue comme bien national, la maison de ferme et d'hôtellerie, qui était propriété nationale, fut adjugée avec une bonne partie des terres et la forêt, au sieur Meinrad Bruder, maire de Mutzig. En août 1794, les troupes révolutionnaires entrent dans l'abbaye et brisent le sarcophage qui contenait les reliques de sainte Odile. Toutefois, celui-ci est trouvé vide car vu la menace, les reliques avaient été sorties et amenées en secret en novembre 1793 à Ottrott, où elles restèrent cachées jusqu'en 1800.
Le 27 mai 1796 le couvent, y compris l'église, les chapelles et la grande cour plantée de tilleuls, fut acquis, au prix de 3 195 livres, par François Louis Rumpler, ancien chanoine de la collégiale de Saint-Pierre-le-Jeune à Strasbourg et possèdera le couvent jusqu'en 1806, année de son décès. En 1798, le domaine de Sainte-Odile, ferme et couvent, devint la propriété de la famille Laquiante, qui le vendit en 1831 aux sieurs Wittmann de Heiligenstein, et Steinmetz de Barr, tous deux propriétaires. Ceux-ci, dès l'année suivante, cédèrent le tout à l'abbé Lhulier, ancien curé de Mandray près de Saint-Dié-des-Vosges qui vendit à son tour le domaine aux frères Baillard en 1837. Douze ans plus tard, il fut acheté par M. Lauge de Strasbourg qui le céda à M. Rohmer d'Illkirch-Graffenstaden. C'est de ce dernier propriétaire que monseigneur André Raess (1794–1887), évêque de Strasbourg, rachète l'abbaye le 16 août 1853. M. Schir, vicaire général, fut chargé de tout ce qui concerne l'administration spirituelle et matérielle du pèlerinage. Les religieuses du Tiers-ordre de Saint François, établies à Reinacker, près de Saverne, furent appelées pour diriger l'hôtellerie et cultiver les terres.
Les chapelles vouées à sainte Odile, à la Croix, aux Larmes et aux Anges, ainsi que la bibliothèque et les sculptures du cloître du monastère ont été classées au titre des monuments historiques par la liste des monuments historiques protégés en 1840. L'église conventuelle Sainte-Odile, à présent basilique, est, elle, classée au titre des monuments historiques par arrêté du 22 juillet 1997.

### Installation des Sœurs de la Croix (1889–2015)
L'établissement fonctionna encore en tant que communauté de l'ordre de la Croix, fondé le 24 juin 1841 par l'abbesse Adèle de Glaubitz. Entre 1889 et 2015, les moniales des Sœurs de la Croix assurèrent ses services dans les deux domaines à l'abbaye de Hohenbourg, avec 35 sœurs au début : d'une part, services liturgiques y compris accompagnement de l'orgue ; d'autre part, activité hôtelière, des tâches du ménagé et de la cuisine, aux entretiens du jardin et des champs. Elles soutenaient également l'administration de l'hôtel, le magasin ainsi que même l'infirmerie. Toutefois, à mesure que le nombre de moniales diminuait, la vie monastique à Hohenbourg en tant qu'hôtelières devint de plus en plus difficile. En 2006, l'église du Mont-Sainte-Odile est élevée au rang de basilique pontificale, et d'importants travaux de réaménagement de réhabilitation permettent de mieux recevoir les nombreux fidèles, notamment en faveur des personnes handicapées.
À partir de 2010, le départ fut envisagé et programmé. Dans les derniers jours, le Mont Sainte-Odile ne comptait que 5 moniales. Le 24 juin 2015, jour festif de sa fondation et autorisation mais également jour du départ de ces dernières religieuses, une célébration particulière y fut tenue. À la suite d'une demande de l'archevêque de Strasbourg Jean-Pierre Grallet, deux moniales auprès des Sœurs de Saint-Joseph leur succédèrent.

### Abbaye de Hohenbourg de nos jours (2015–présent)
Dans ce sanctuaire qui fut le plus important en Alsace, la transition, dès 2010, est soigneusement préparée et effectuée. Toujours sous la protection de l'archevêque de Strasbourg, la célébration à la basilique est maintenue par un recteur et un chanoine ainsi qu'une nouvelle communauté de permanents. De nombreux prêtres y soutiennent également les offices. En bénéficiant de la tradition catholique, la célébration s'y distingue notamment de sa musicalité, chantée en français ainsi qu'en latin, en allemand, lors des offices quotidiens, des laudes aux complies.
En effet, il faut que l'abbaye réponde aux deux principaux besoins. D'une part, elle doit accueillir toute l'année de nombreux pèlerins, individuels et groupes, y compris religieux. D'autre part, elle doit soutenir une longue tradition depuis le 5 juillet 1931. Il s'agit de l'Adoration perpétuelle de la Confrérie de Sainte-Odile. En 2020, le confinement à cause du covid-19 empêche, pour la première fois, d'accéder au sanctuaire. L'adoration perpétuelle, pourtant se continue, physiquement avec les religieux y demeurant et à distance avec les adorateurs restés chez eux.
Le sanctuaire célèbre un grand jubilé, rendant hommage au 1300e anniversaire du décès de sainte Odile, du 13 décembre 2020 au 13 décembre 2021.
En conservant une collaboration étroite avec les religieux, l'hôtel fonctionne également en faveur du tourisme. Celui-ci obtient, le 12 juillet 2012, le label officiel de deux étoiles de l'Atout France.

## Abbesses connues de l'abbaye de Hohenbourg
- Sainte Odile (décédée un 13 décembre 720)
- Eugénie (721–735), décédée le 16 septembre 735
- Werentrude ou Warnetrude (abbesse décédée en 741)
- Adala ou Attala - abbesse citée en 783 dans un texte où une pieuse femme nommée Odsindin offre à Hohenbourg des vignes à Sigolsheim
- Ruthrude (abbesse en 831) du temps du duc Luitfrid Ier d'Alsace, 3e et dernier duc d'Alsace
- Odile II, fille du comte de Verdun[note 8] (abbesse à partir de 1010) - Cousine de Bruno d'Eguisheim, évêque de Toul.
- Eugénie de Stehelin (abbesse à partir de 1040–1045)
- Bertha (citée vers 1045–1051)
- Relinde (abbesse à partir de 1151, décédée le 22 août 1176)
- Herrade de Landsberg (1176–1195) fonde vers 1180 l'abbaye de Truttenhausen (décédée le 25 juillet 1195 à Hohenbourg)
- Luchard ou Lugarde de Wertenbach (ou de Luppffen)
- Adélaide de Vermingen, citée vers 1195
- Edelinde de Landsberg (1199) sous son abbatiat, un gigantesque incendie se déclare au Hohenbourg
- Attale II (décédée le 13 janvier 1206)
- Mathilde de Niphen (décédée un 15 juillet ??)
- Cunégonde ou Kunegundis (décédée un 7 janvier ??)
- Luchardis de Werdenbach
- Werentrude ou Olizensa de Luxembourg ? 1229
- Élisabeth I de Lutzelbourg (1230–1233) décédée le 7 septembre 1233
- Élisabeth II (abbesse à partir de 1249)
- Marguerite de Senones (abbesse vers 1250)
- Agnès I (abbesse de 1255–1263)
- Gerlinde (abbesse vers 1263 – décédée le 21 août 1273)
- Agnès II (abbesse vers 1277 – décédée le 6 janvier 1286)
- Élisabeth III (abbesse à partir de 1286–1299)
- Catherine de Stauffenberg (abbesse de 1304–1312)
- Élisabeth IV de Bavière (abbesse à partir de 1325 jusqu'à 1326)
- Mathilde IV (1326–1329)
- Élisabeth V (1338–1341)
- Agnès III de Stauffenberg (abbesse vers 1350)
- Marguerite II de Wyllerstein (abbesse vers 1362–1385)
- Agnès III de Stauffenberg (1286–1390)
- Catherine II de Stauffenberg († 15 août 1409)
- Marguerite III de Willrich (décès en 1442)
- Clara de Lutzelbourg (décédée le 13 juillet 1453)
- Suzanne de Hohenstein (élue en 1462)
- Marguerite IV de Kanell (parfois appelée Kandelin)
- Suzanne de Hohenstein (démission en 1470)
- Catherine III (1509)
- Véronique d'Andlau († 15 avril 1524)
- Ursula de Rathsamhausen, élue en 1524 (décédée en 1534)
- Agnès IV de Zuckmantel (élue en 1534) décédée le 29 janvier 1542
- Agnès V d'Oberkirch (élue le 10 mars 1542)

## Personnages liés au sanctuaire
- Etichon-Adalric d'Alsace ;
- Adalbert d'Alsace est le fils d'Etichon-Adalric d'Alsace, duc d'Alsace de 662 à 689, fondateur de  la dynastie des Étichonides et le frère de sainte Odile, sainte patronne de l'Alsace. Il est aussi très certainement l'ancêtre de l'illustre famille des Habsbourg ;
- Charles de Gaulle (1890–1970) et Yvonne de Gaulle (1900–1979) : avant la Seconde Guerre mondiale, celui-ci encore méconnu aimait fréquenter ce couvent, avec son épouse, en faveur de leur retraite[14] ;
- Jean-Paul II (1920–2005) : visite officielle le 11 octobre 1988[15] ;
- Le chanoine Charles Diss (1941–2024), recteur du sanctuaire du mont Sainte-Odile de 1978 à 2001, il accueille Jean-Paul II en 1988 ;
- Le père Patrick Koehler, recteur du sanctuaire du mont Sainte-Odile de 2010 à 2018, actuel recteur du sanctuaire marial de Thierenbach[16].

## Anecdote sur le passage secret de la bibliothèque
Entre août 2000 et mai 2002, plus de 1 000 livres anciens ont disparu de la bibliothèque du monastère. Stanislas Gosse, un collectionneur de livres, a dérobé les livres après avoir trouvé une vieille carte montrant une entrée secrète dans la bibliothèque. L'itinéraire utilisé n'était cependant pas facile, impliquant l'escalade de murs extérieurs, un escalier raide et une chambre secrète. Un passage, aujourd'hui condamné, ouvrait alors dans le fond d'un des placards. La disparition de tant de livres pendant une si longue période a confondu le bibliothécaire, les moines et les autorités, Gosse étant finalement capturé par les caméras du système de surveillance. Cette mésaventure a permis de mettre en lumière le trésor que constituait la bibliothèque et a conduit le monastère à renforcer la sécurité du lieu, la préservation des ouvrages tout en y permettant l'accès.

## Galerie

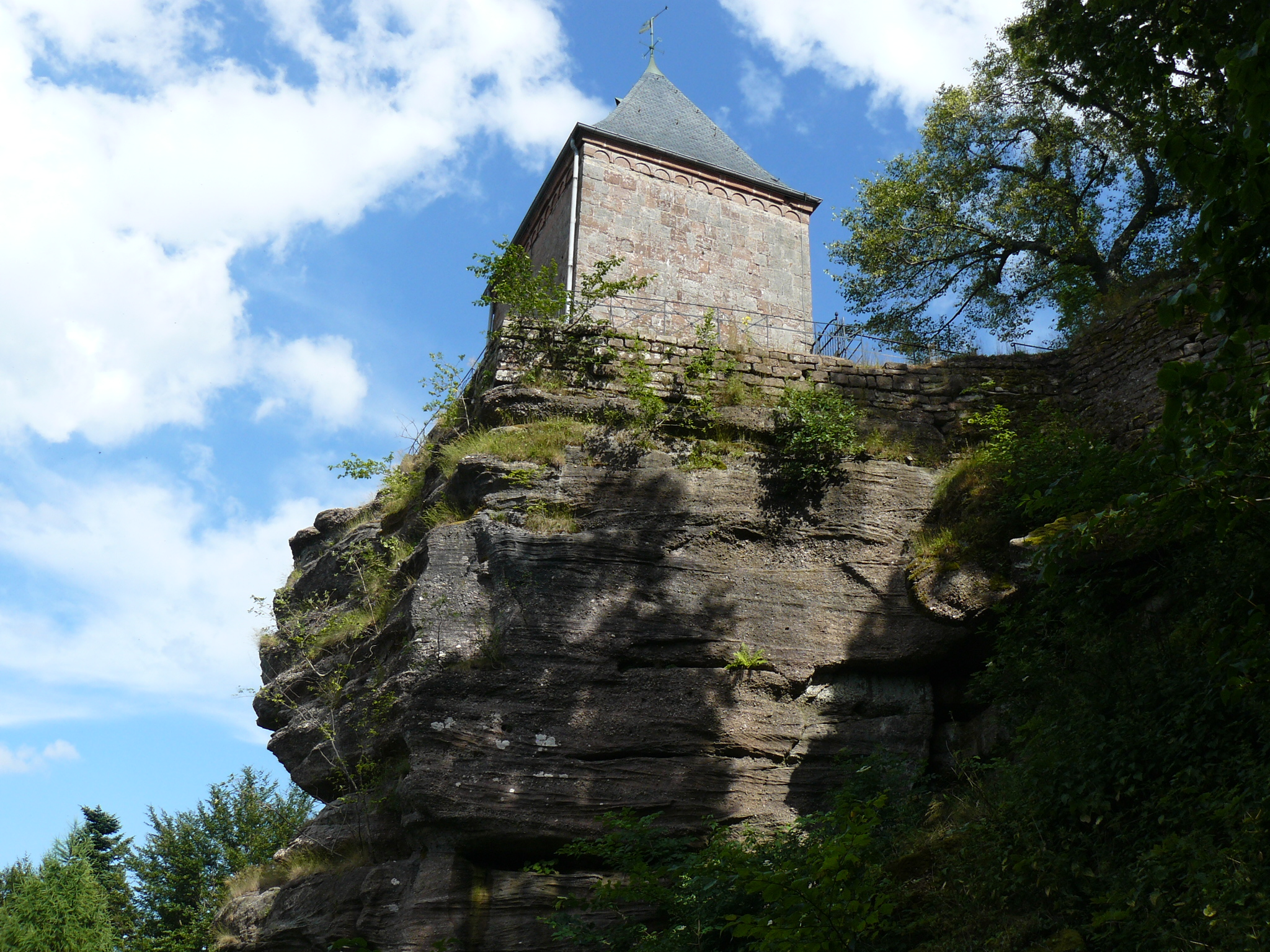
La chapelle des Anges au bord d'un plateau rocheux.
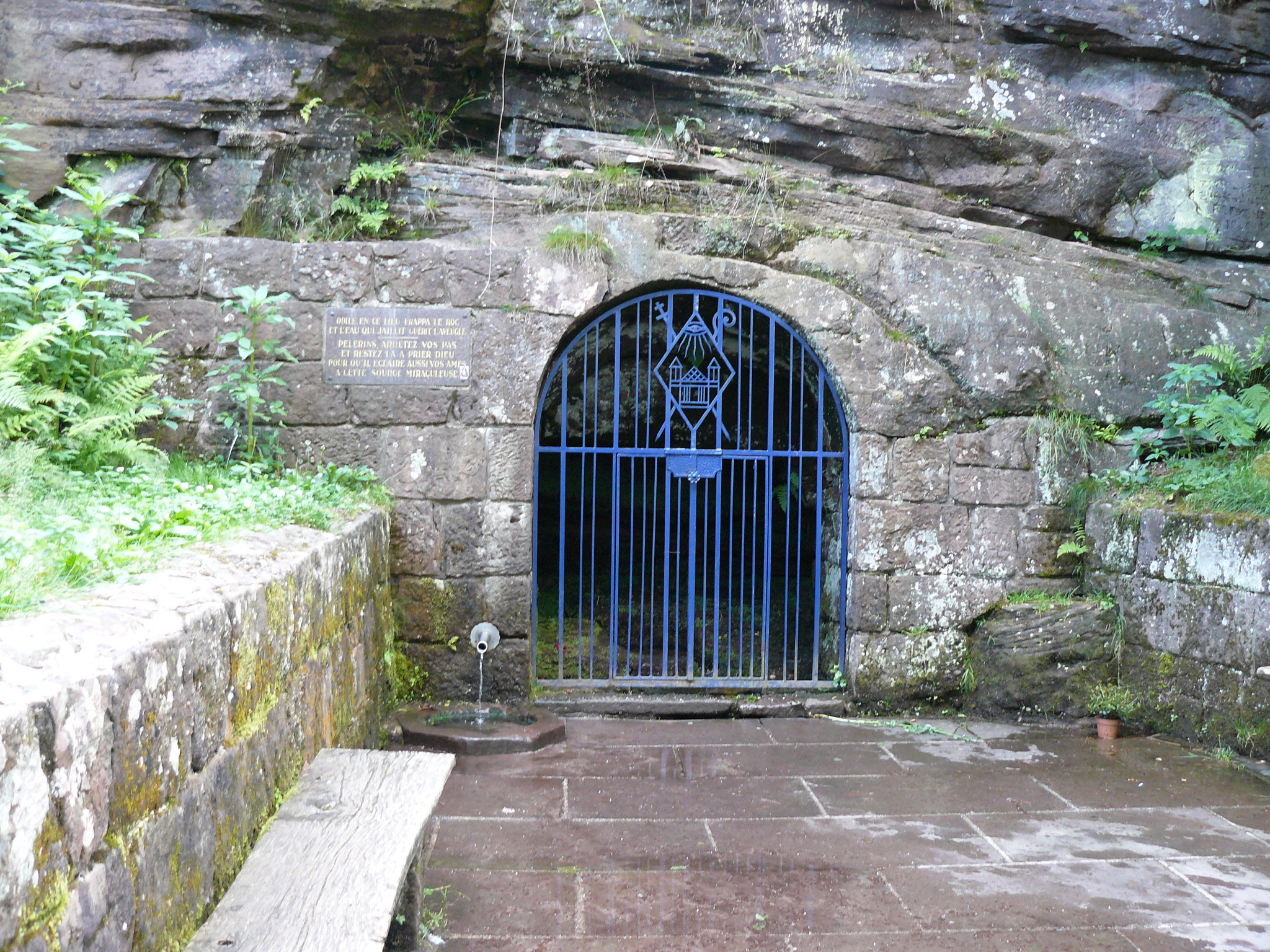
Source Sainte-Odile en contrebas du couvent. Son eau est réputée guérir les maladies des yeux.
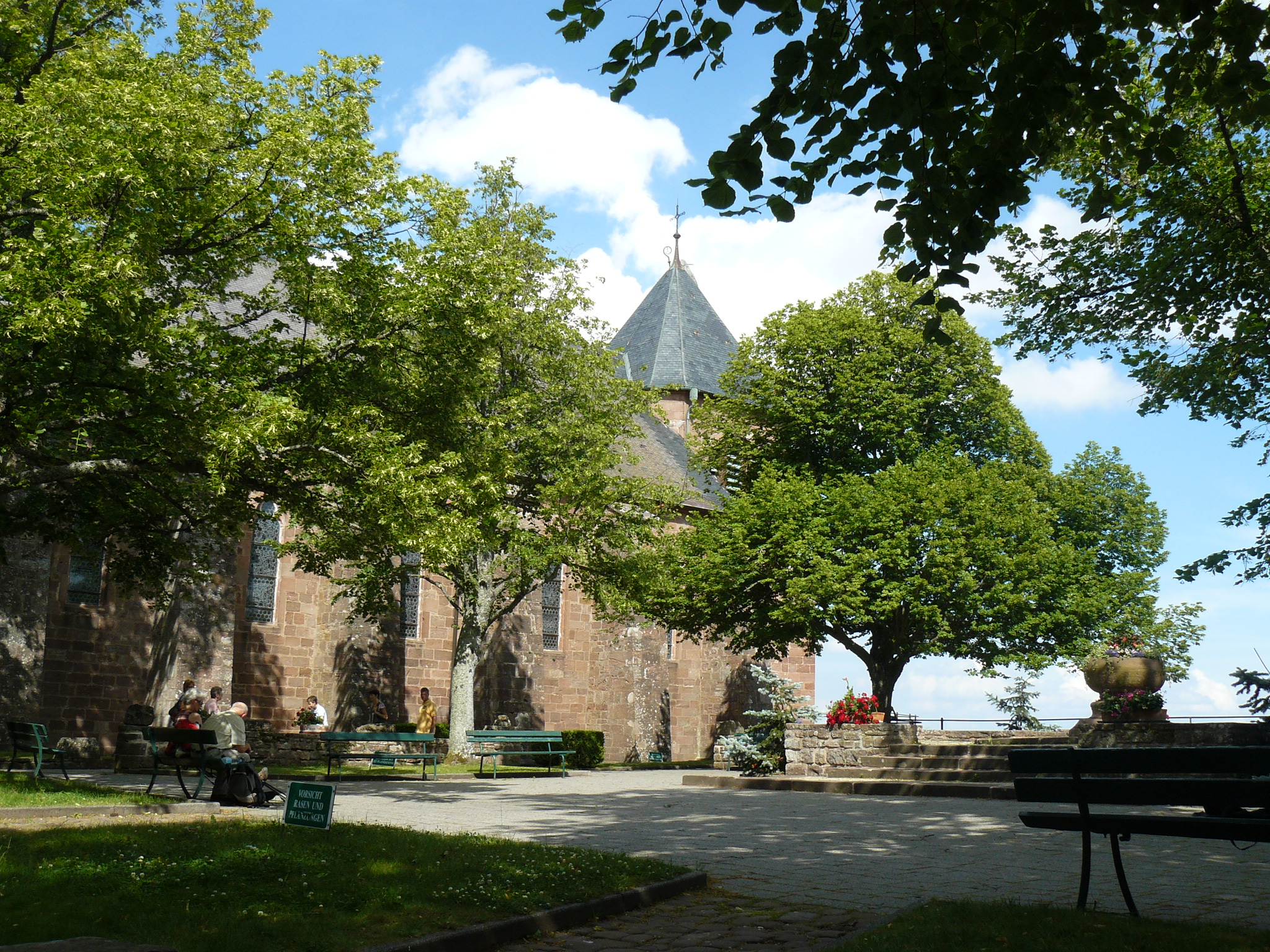
Église construite au XVIIe siècle sur les ruines d'un sanctuaire du XIIe siècle. Église achevée en 1692 et consacré à la Sainte Vierge.
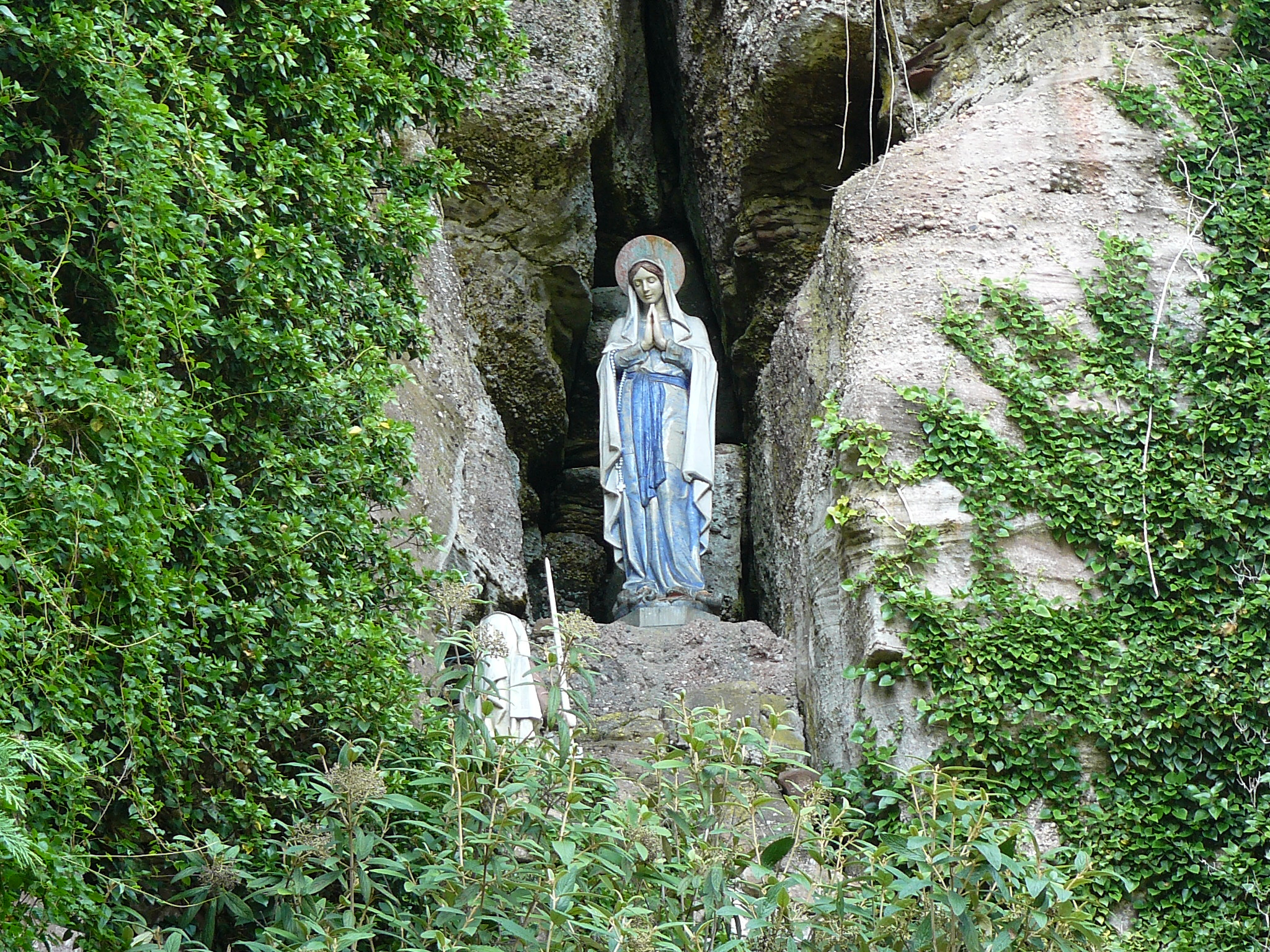
Grotte de Lourdes installée dans la roche en contrebas du couvent.
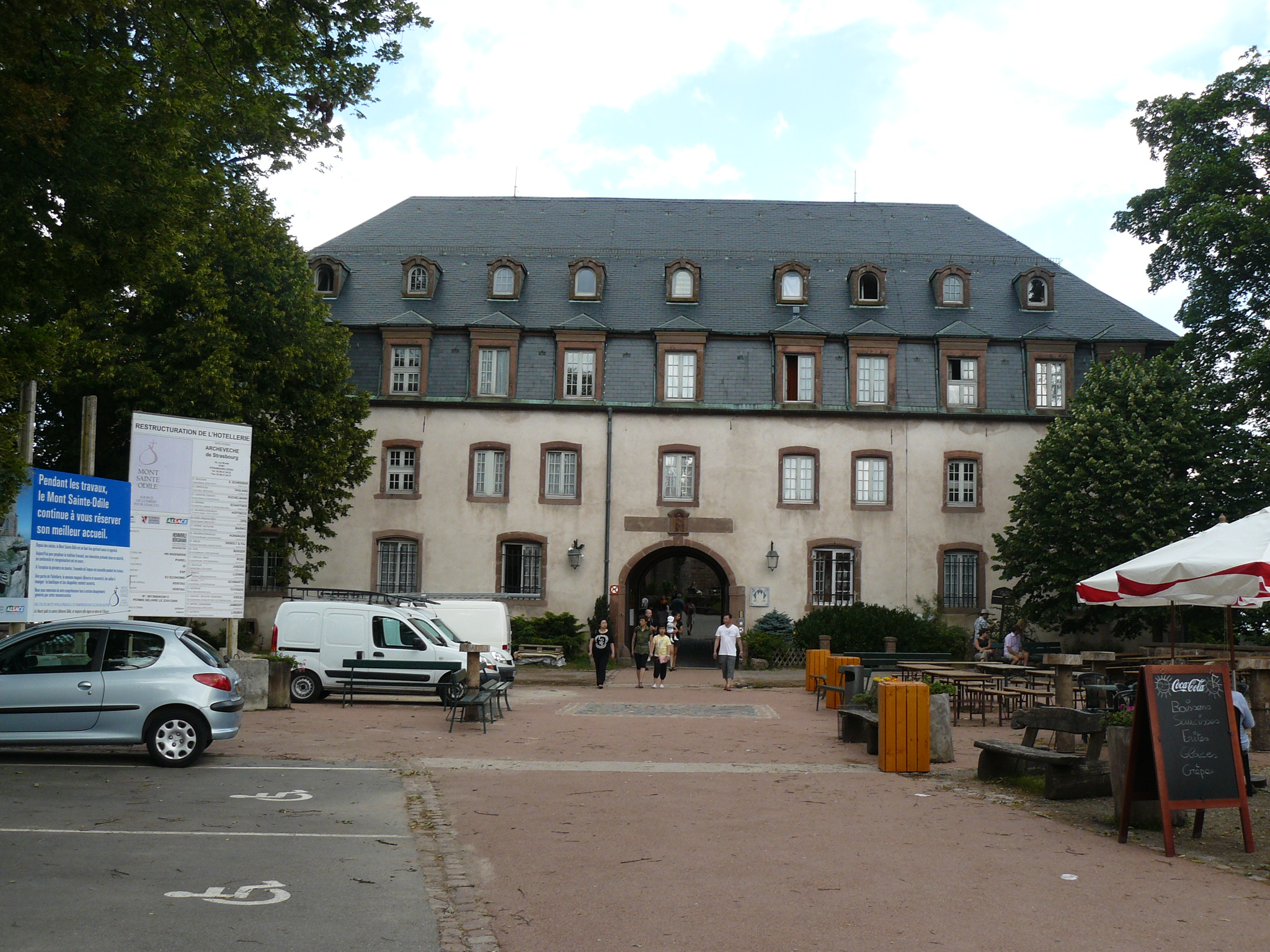
Bâtiment d'entrée menant à la cour des pèlerins au mont Sainte-Odile.
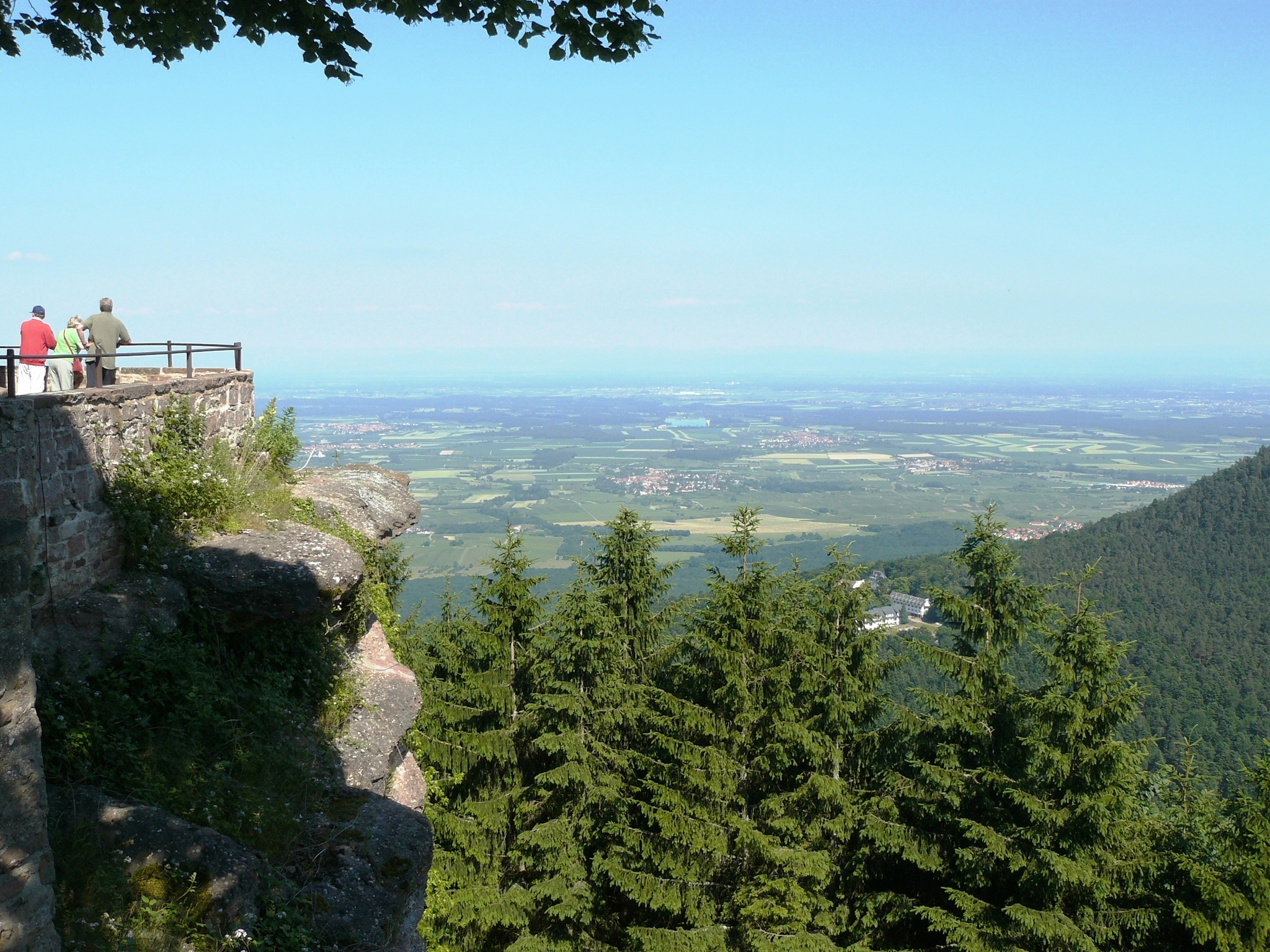
Vue sur la plaine depuis le mont Sainte-Odile. En bas au milieu des sapins l'hôtel Saint-Jacques et à droite l'abbaye en ruines de Niedermunster cachée par les arbres.
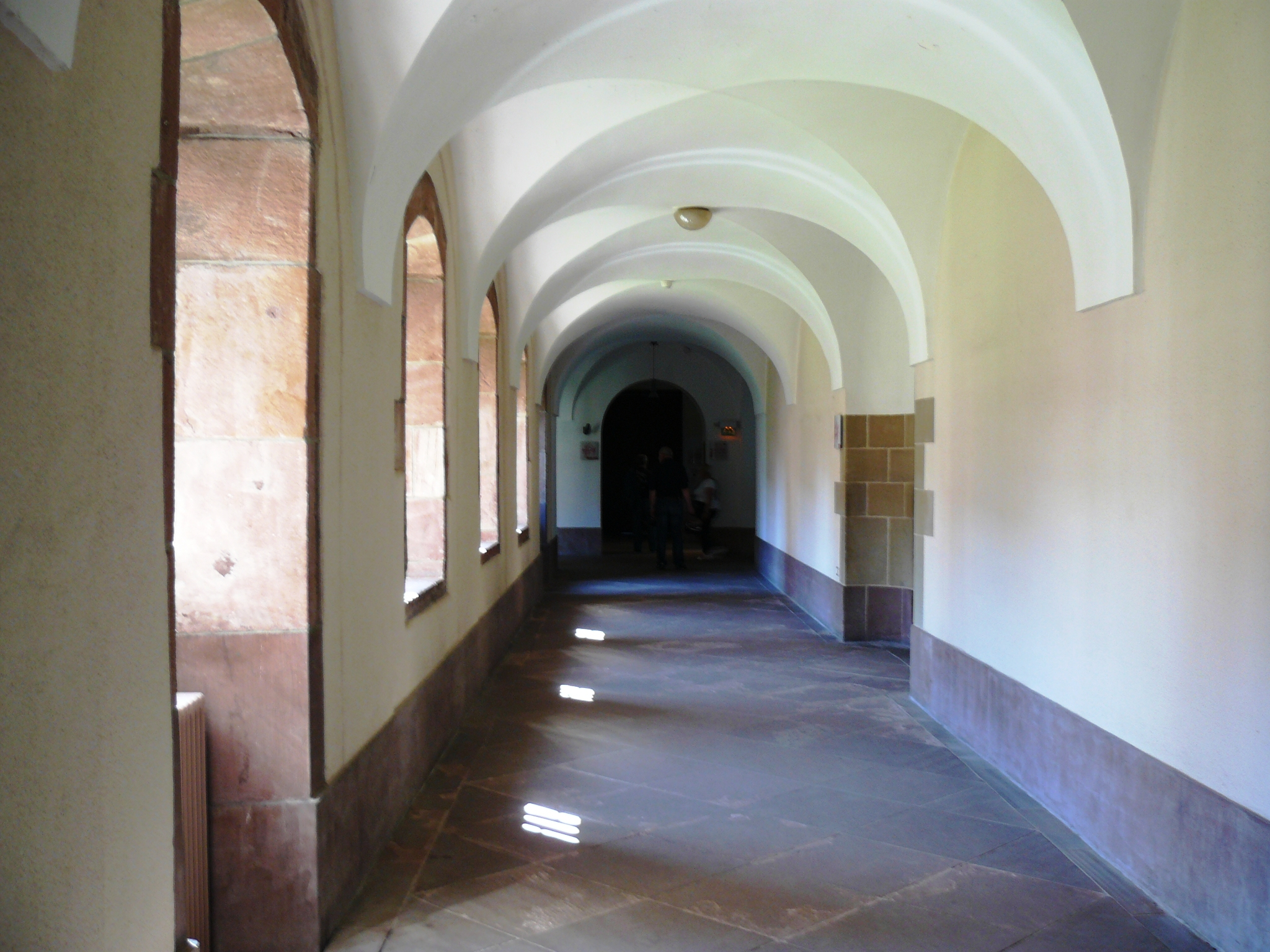
Cloître du couvent au mont Sainte-Odile avec ses arcades.
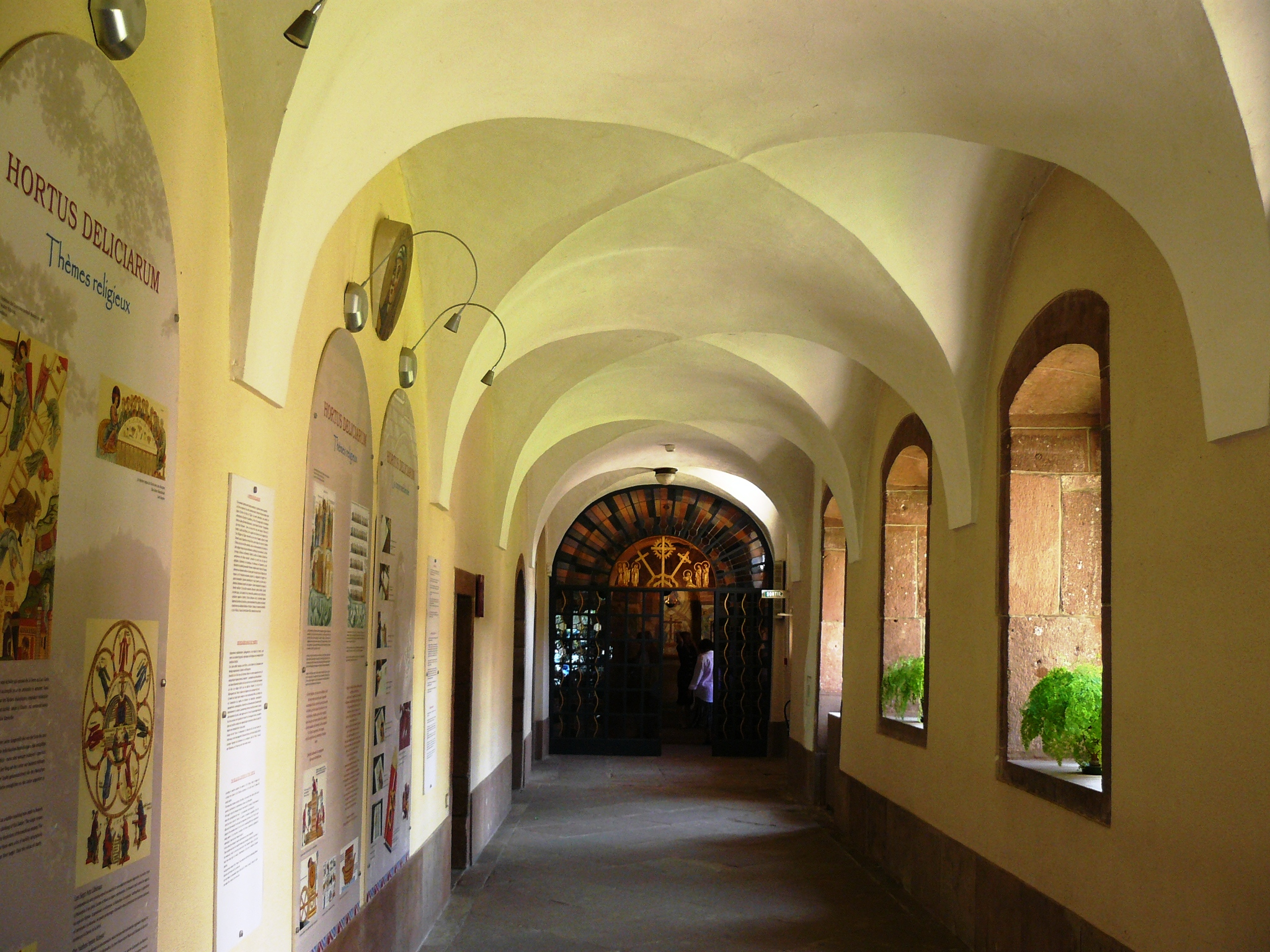
Galerie du cloître donnant vers l'entrée à la chapelle de la croix.
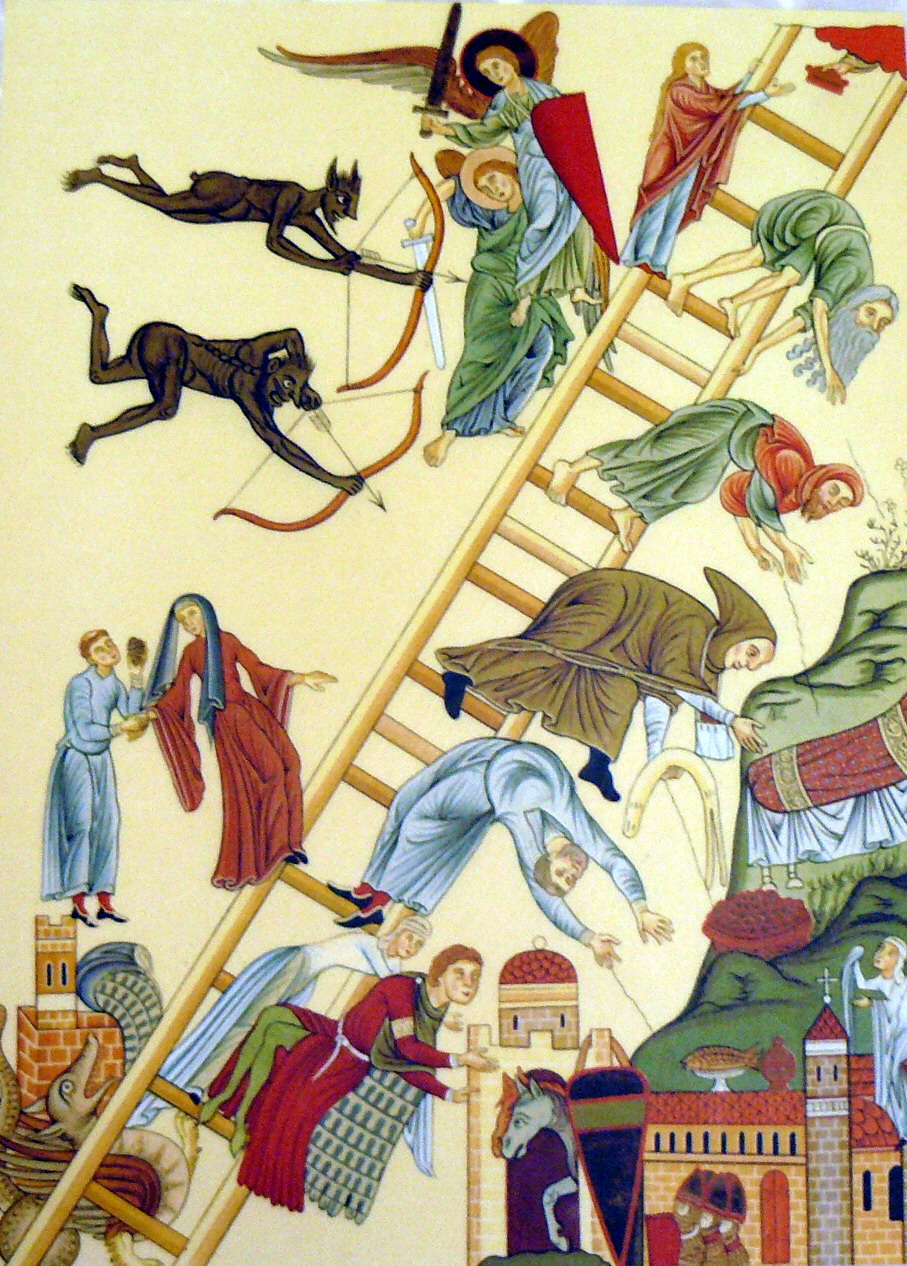
Reproductions de l'échelle des Vertus de Herrade de Landsberg auteur du célèbre manuscrit Hortus deliciarum reproduit dans l'édition du C.M. Engelhardt en 1818 avant que le manuscrit disparaisse dans l'incendie de la bibliothèque de Strasbourg en 1870.
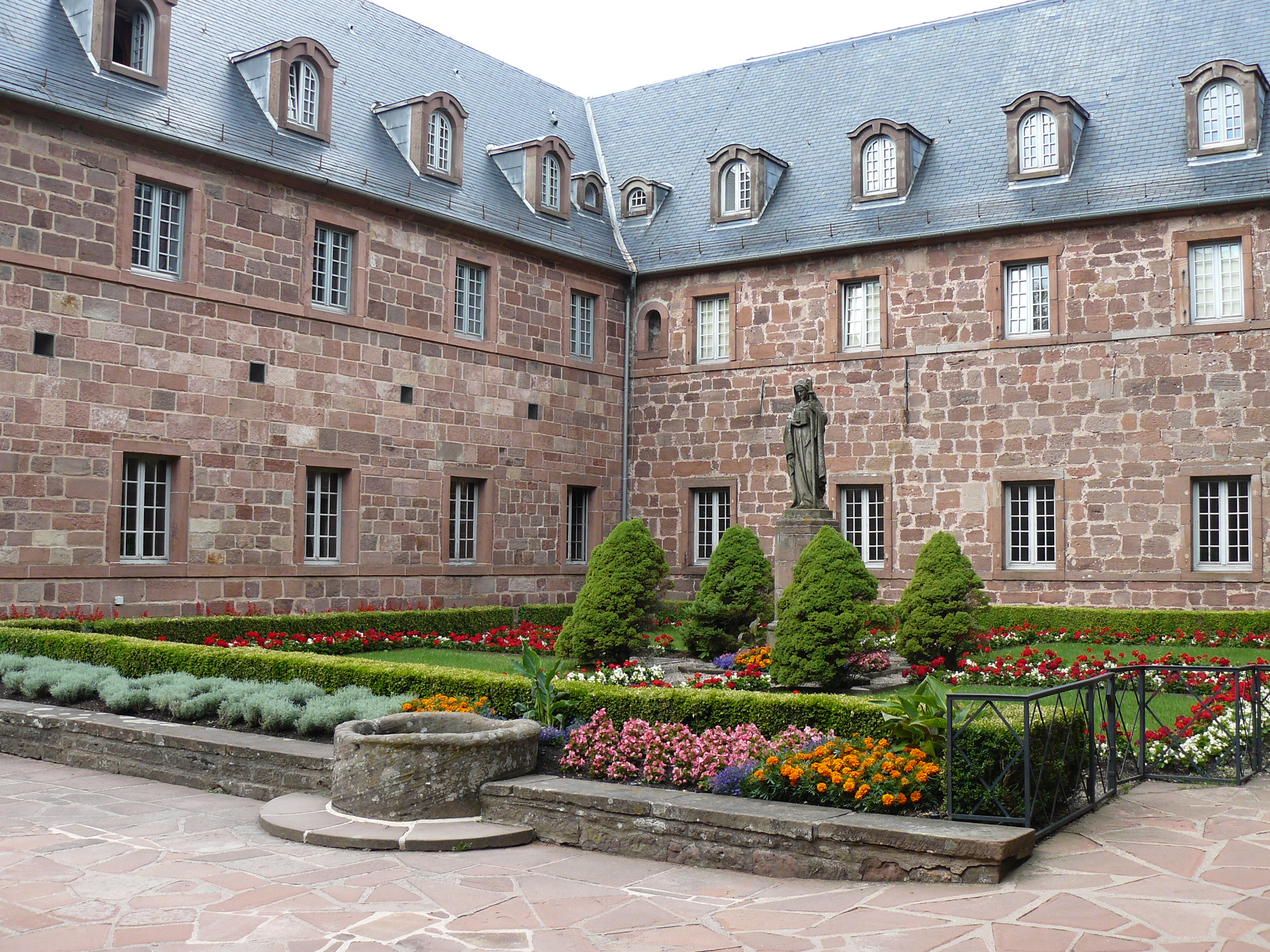
La cour du couvent.
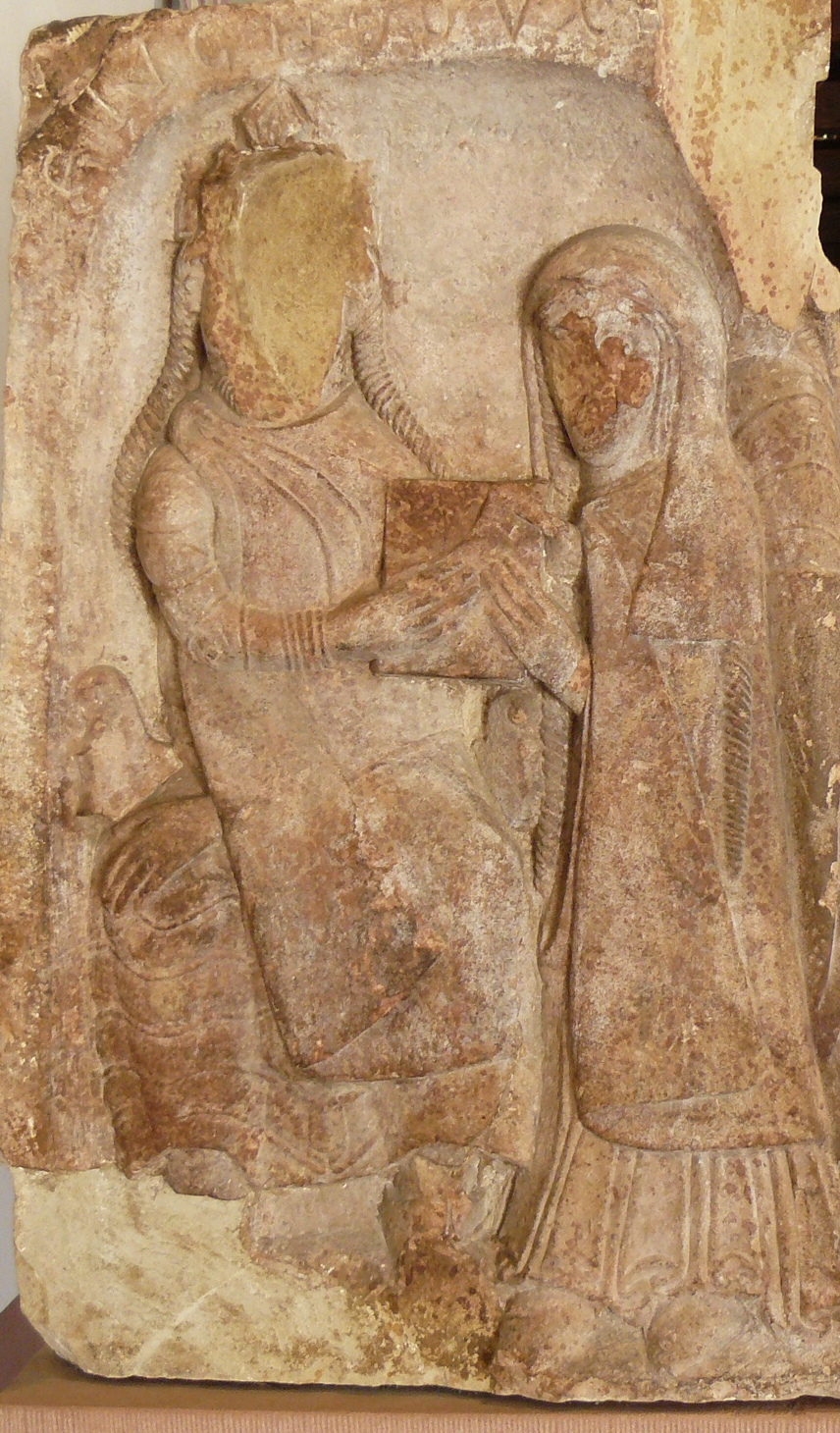
Stèle datée du XIIe siècle représentant le duc d'Alsace, Aldaric remettant à Odile sa fille le livre de la fondation de l'abbaye. Lors de la Révolution la stèle fut martelée, et plus particulièrement les têtes couronnées.
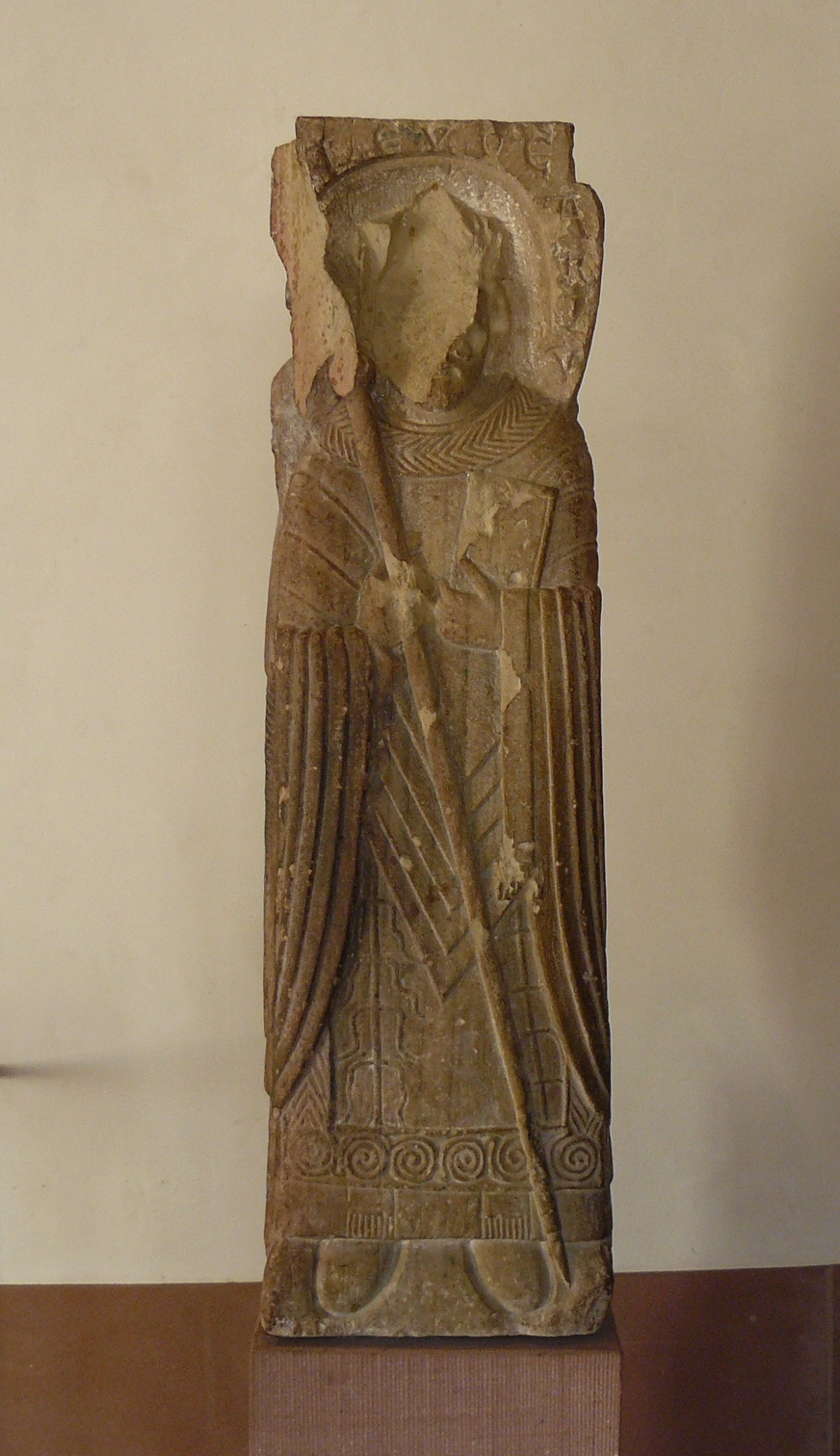
Dans le même bloc, sur la face antérieure de la stèle du XIIe siècle, l'évêque saint Léger (« S.Levdga » dit aussi Leodegar ou Leutgar) qui soutient la construction des bâtiments claustraux. On distingue la tête de l'évêque qui a été martelée au cours de la Révolution.
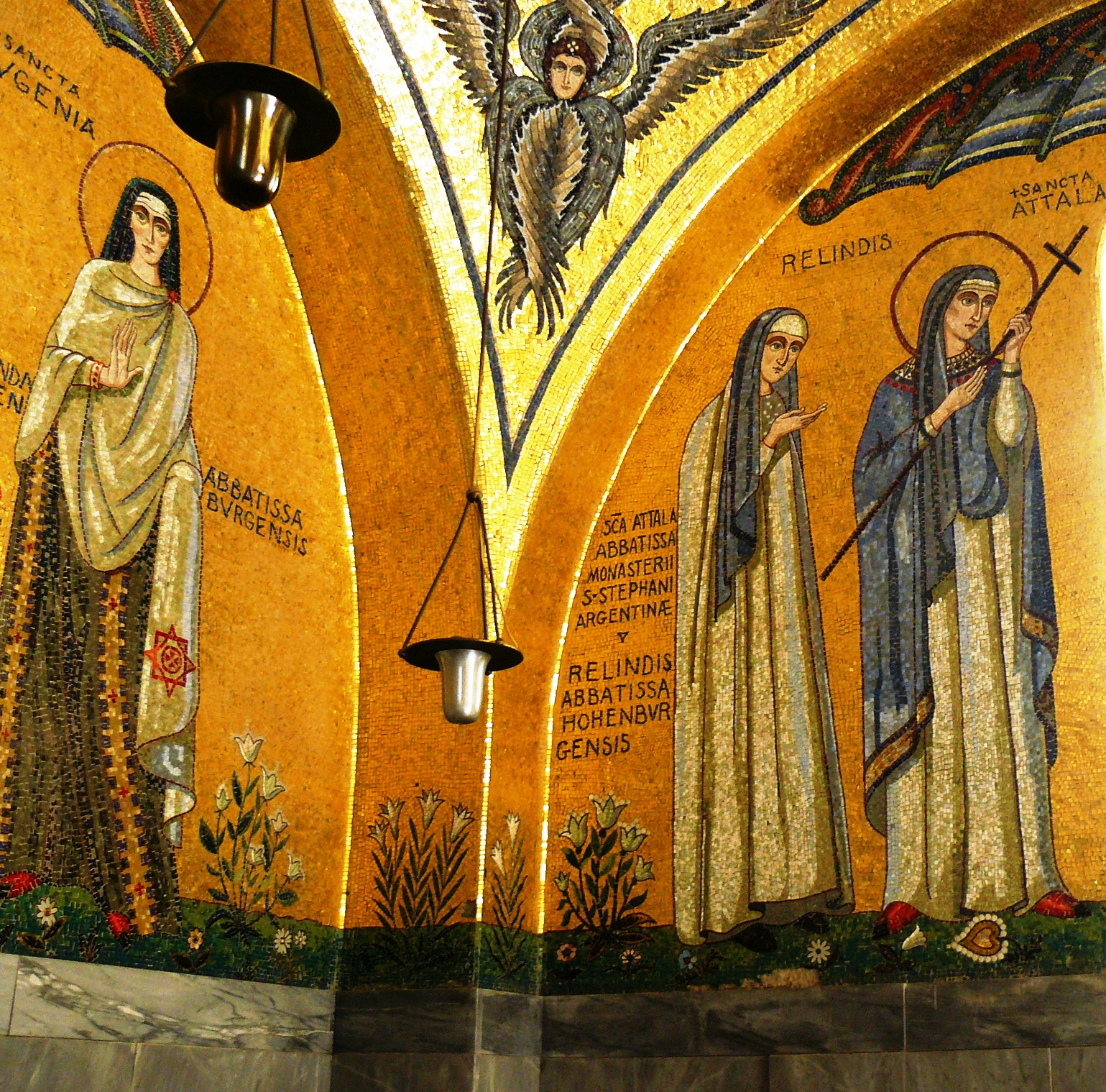
Mosaïques à l'intérieur de la chapelle des larmes représentant sainte Eugénie (à gauche) et l'abbesse Relinde et sainte Attale (à droite).
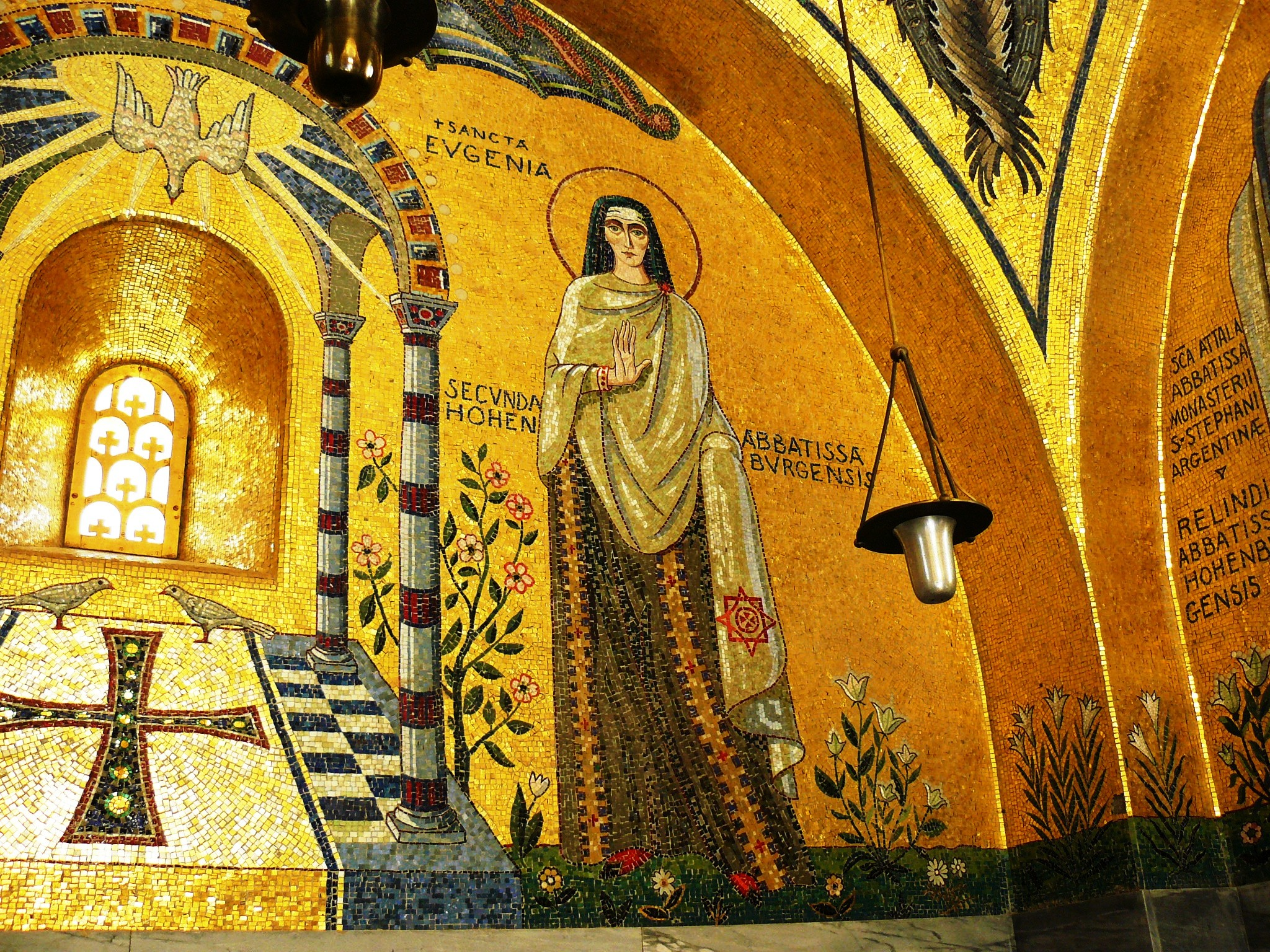
Mosaïque à l'intérieur de la chapelle des larmes représentant sainte Eugénie, fille du duc Adalbert (673–722), seconde abbesse de Hohenbourg (721–735).
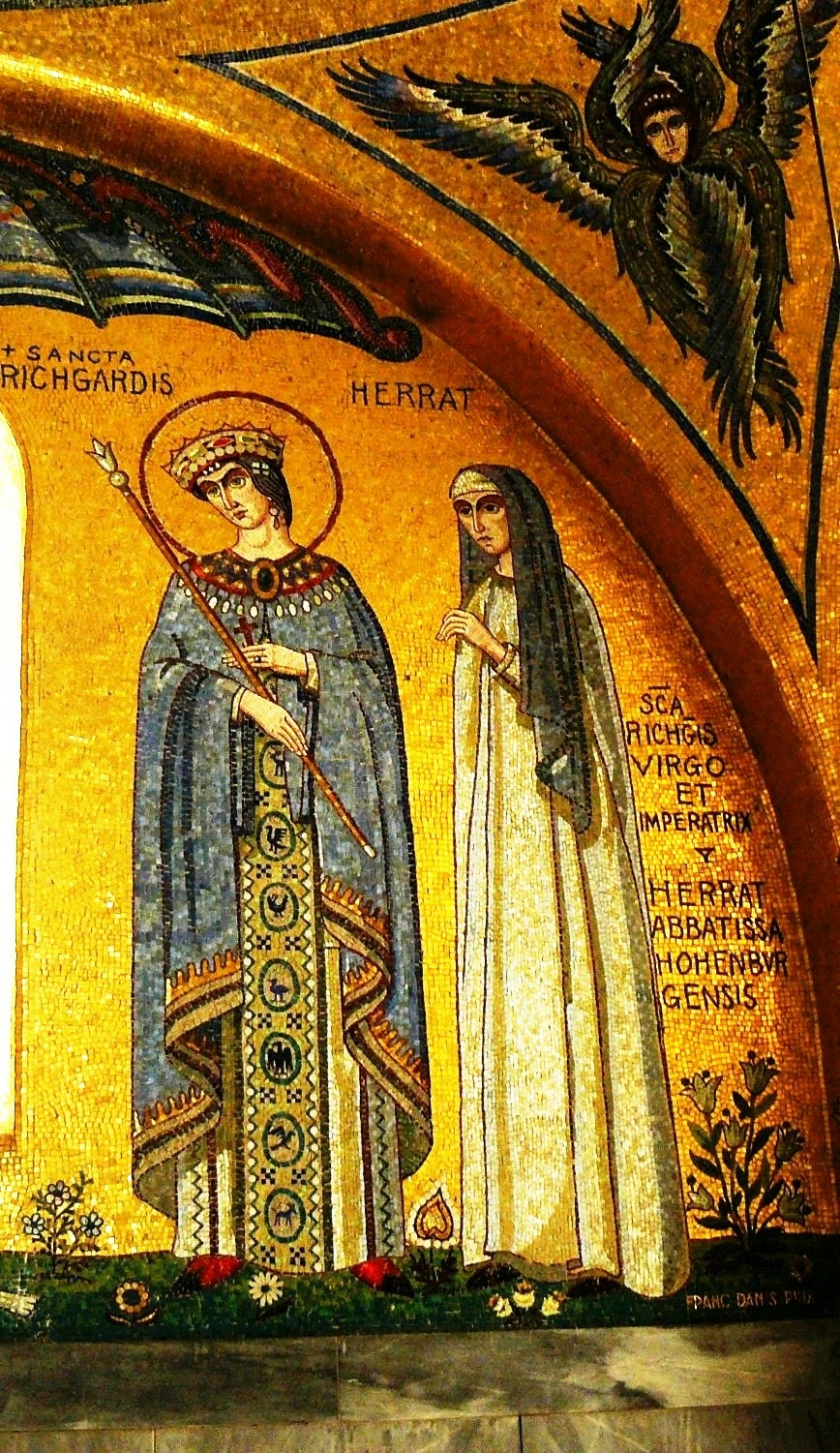
Mosaïque de la chapelle des larmes montrant sainte Richarde (841–862) fille d'Erchanger de Souabe, comte palatin de Nordgau et épouse de Charles III le Gros (à gauche) et l'abbesse Herrade de Landsberg (à gauche).
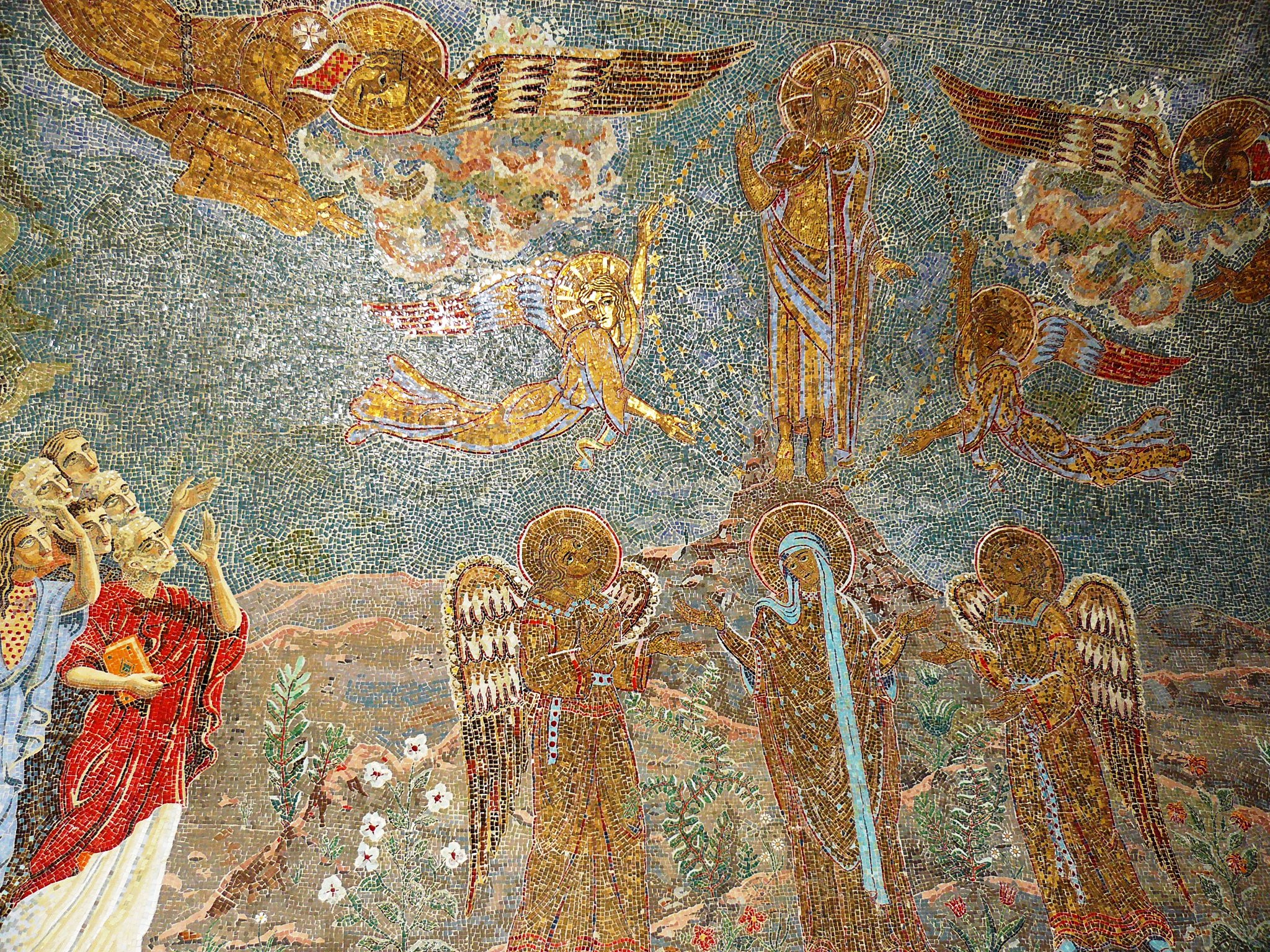
Mosaïque dans la chapelle des Anges. Ici un ange de l'Ascension.